# Sonnenhaus (Lichtenfels)

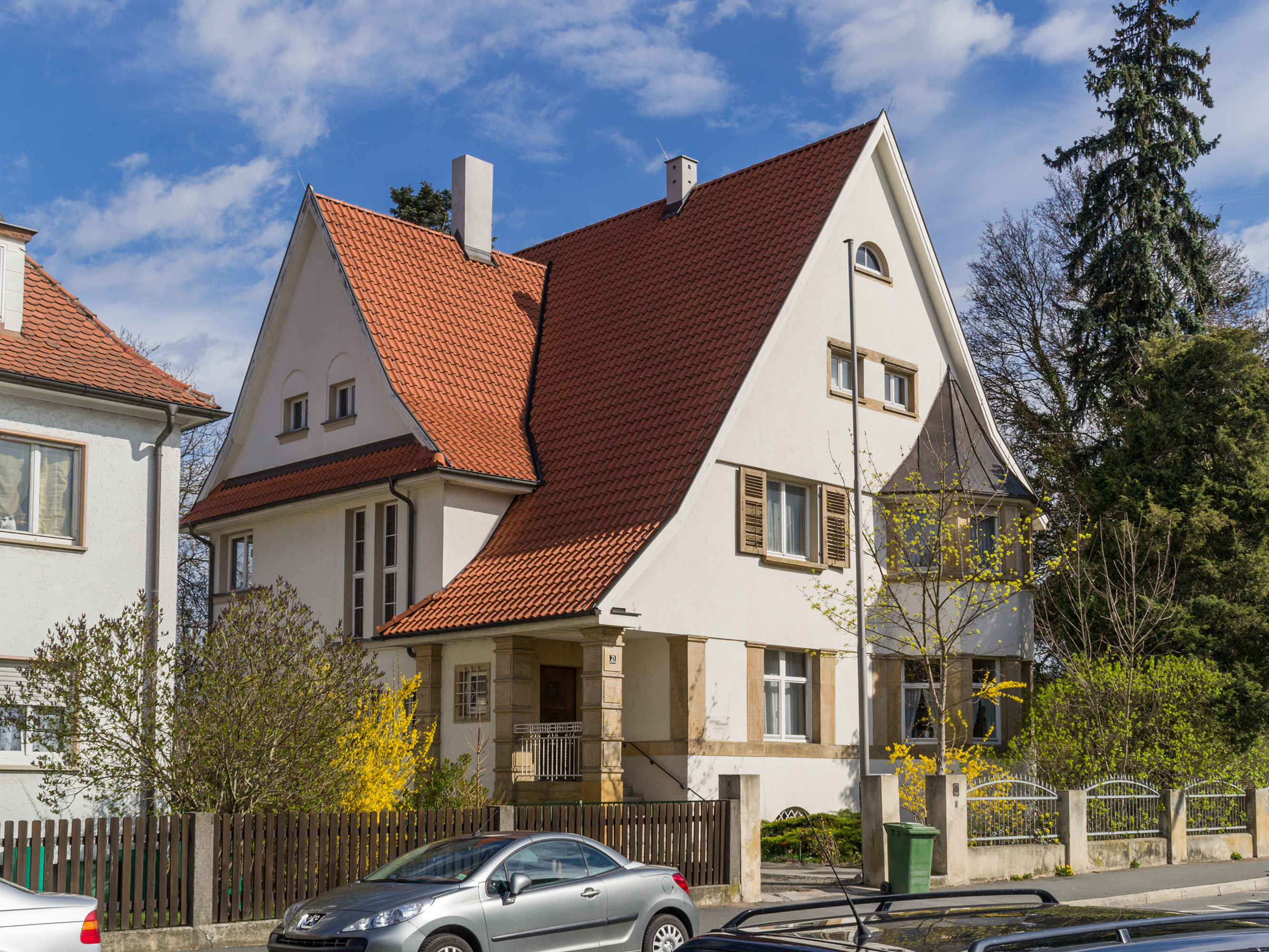
Heutige Ansicht der denkmalgeschützten Villa Sonnenhaus

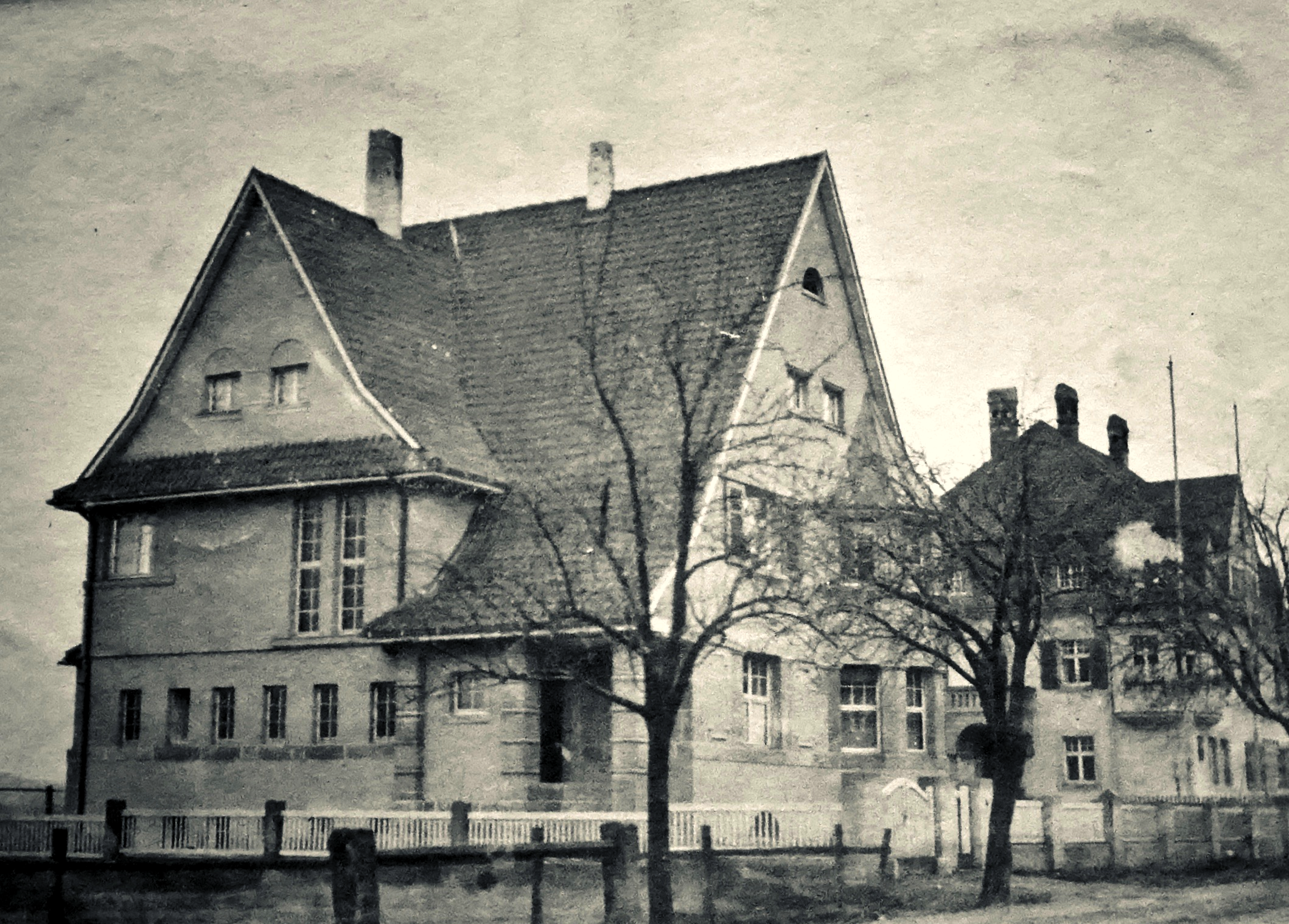
Villa Sonnenhaus um 1915, damalige Adresse Kronacher Straße 19

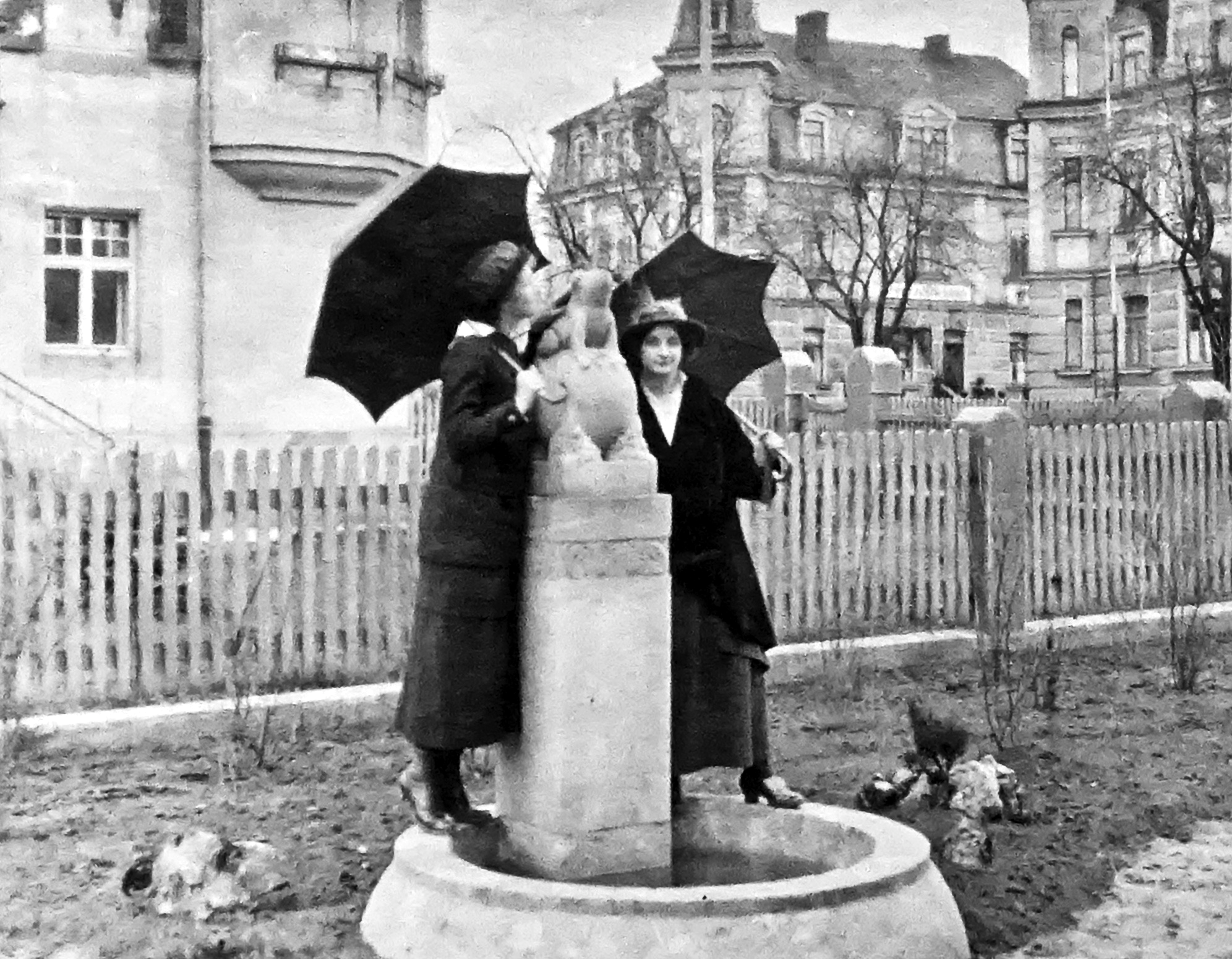
Henriette „Jetta“ Bamberger, rechts, mit ihrer jüngeren Schwester Lina Wolff am Froschkönig-Brunnen der Villa Sonnenhaus, um 1915

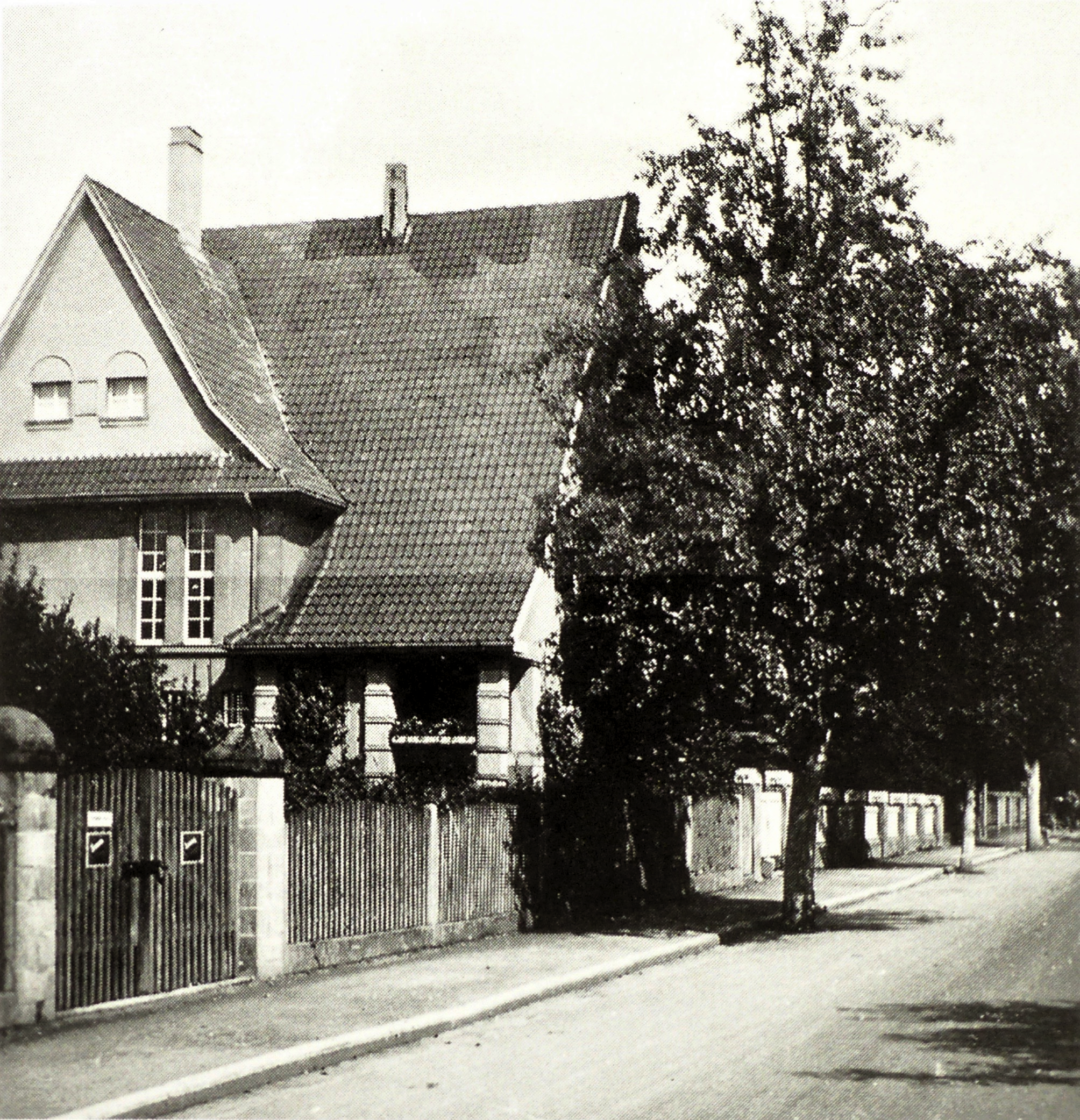
Die Villa Sonnenhaus, vermutlich in den 1940er oder 1950er Jahren

Das Sonnenhaus in Lichtenfels (Oberfranken) ist eine 1914 in der Charakteristik des späten Jugendstils errichtete Villa in der heutigen Kronacher Straße 21, die seit 1994 unter Denkmalschutz steht.
Die Villa wurde von dem Architekten August Berger errichtet, der zu den wichtigsten Vertretern des späten Jugendstils in Oberfranken gehört, und zählt zu den Villenbauten, die insbesondere durch ortsansässige Unternehmer bzw. Industrielle errichtet worden sind. Bauherr der Villa Sonnenhaus war der von Lichtenfels aus international wirkende Kaufmann, Unternehmer, Kunstsammler und -mäzen Otto Bamberger, der das Gebäude zusammen mit seiner Familie ab 1914 bis 1933 (seine Angehörigen bis 1938) bewohnte.
Die Villa mit ihren mehrfarbig künstlerisch bemalten Sprossenfenstern im Eingangsbereich und Treppenhaus und einem ursprünglich großzügigen Garten wurde seinerzeit als ein kultureller Mittelpunkt der Stadt betrachtet, weil darin regelmäßige Literaturabende stattfanden, Bildhauer, Grafiker, Kunstmaler, Zeichner, Literaten, Kunsthistoriker und Industrielle aus- und eingingen. Die Villa wurde regelmäßig von Gästen besucht, deren Zahl während der NS-Zeit infolge der antisemitisch motivierten Diskriminierung ihrer Bewohner und einer Reihe der vorherigen Hausgäste zunehmend geringer wurde.
Als große Besonderheit ihres Interieurs gilt die seinerzeit wohl einzigartige Komplettausstattung mit Bauhaus-Mobiliar im Stil der Neuen Sachlichkeit. Die Villa war daher das wohl einzige private Gebäude reichsweit, das vollständig mit Mobiliar, Leuchten und Accessoires des Bauhauses ausgestattet wurde.
Bis zu ihrer Beschlagnahme und Raub (siehe Raubkunst) am 10. November 1938 beherbergte die Villa die regional umfangreichste Sammlung expressionistischer Kunst von mittlerweile international bekannten Künstlern.

## Errichtung der Villa
Den Bau der Villa gab der Kaufmann Otto Bamberger bei dem zu dieser Zeit von Hildburghausen aus wirkenden Architekten August Berger in Auftrag, als seine Heirat mit Henriette „Jetta“ (1891–1978), geborene Wolff, bevorstand, mit der er am 24. Dezember 1913 getraut wurde. Sie war eine Tochter des Kaufmanns Beni Wolff (1857–1923) aus Hall.
Beide erwarteten im Jahr 1914 ihr erstes Kind, Ruth (1914–1983). Im Jahr 1920 wurde das zweite Kind des Ehepaares geboren, Klaus Philipp (1920–2008).
Vor Fertigstellung der Villa hatte Otto Bamberger bei seinen Eltern, Philipp Bamberger (1858–1919) und dessen Ehefrau Sarah „Serry“ (1863–1925), geborene Ullmann, in der Bamberger Straße 45 in Lichtenfels gewohnt. Deren Haus lag direkt neben dem familieneigenen Unternehmen D. Bamberger, als dessen Geschäftsführer Otto Bamberger seit 1910 neben seinem Vater Philipp und dessen Bruder Fritz (1862–1942) fungierte.

## Namensgebung

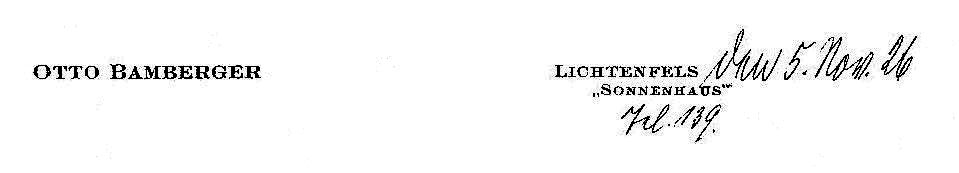
Gedruckter Briefkopf des Otto Bamberger mit dem Absender Lichtenfels Sonnenhaus, 1926

Die Bezeichnung der Villa als „Sonnenhaus“ ist durch eine Vielzahl zeitgenössischer Quellen unterschiedlicher Autoren dokumentiert.
Ihre Anschrift, bis zur Umbenennung während der NS-Zeit offiziell Kronacher Straße 19, wurde bevorzugt mit „Lichtenfels, Sonnenhaus“ angegeben. Es ist jedoch auch eine Vielzahl von Schreiben erhalten, die belegen, dass es für eine ordnungsgemäße postalische Zustellung seinerzeit genügte, an „Otto Bamberger, Lichtenfels“ zu adressieren, damit die Sendungen ihren Empfänger erreichten.

## Architektur
Die als „Sonnenhaus“ bezeichnete Villa wird als eingeschossiger giebelständiger Bau mit Frackdach beschrieben, mit einem polygonalen Standerker und einem traufseitigen Zwerchhaus. Als eingeschossig wird die Villa charakterisiert, weil das Gebäude unter dem weit heruntergezogenen Dach auf der Westseite eingeschossig ausgebildet ist.
Das Gebäude wurde jedoch auf vier Ebenen geplant und ausgeführt, einem etwa zur Hälfte unterirdisch gelegenen Souterrain als Kellergeschoss, einem als Hochparterre ausgeführten Erdgeschoss, einem Obergeschoss und einem ausgebauten Dachgeschoss.
Die beiden Zugänge an der Süd- und Ostseite wurden über achtstufige Treppen erreicht, ebenso die in der wärmeren Jahreshälfte für Mahlzeiten genutzte Veranda an der Nordseite, die über ein Fenster der angrenzenden Küche bedient werden konnte. Die Villa verfügte über Räumlichkeiten für Hausangestellte sowie über eine Glocke zwischen der Küche im Erdgeschoss und dem Dachgeschoss, weiterhin über Räumlichkeiten für Gäste des Hauses, als Fremdenzimmer bezeichnet.

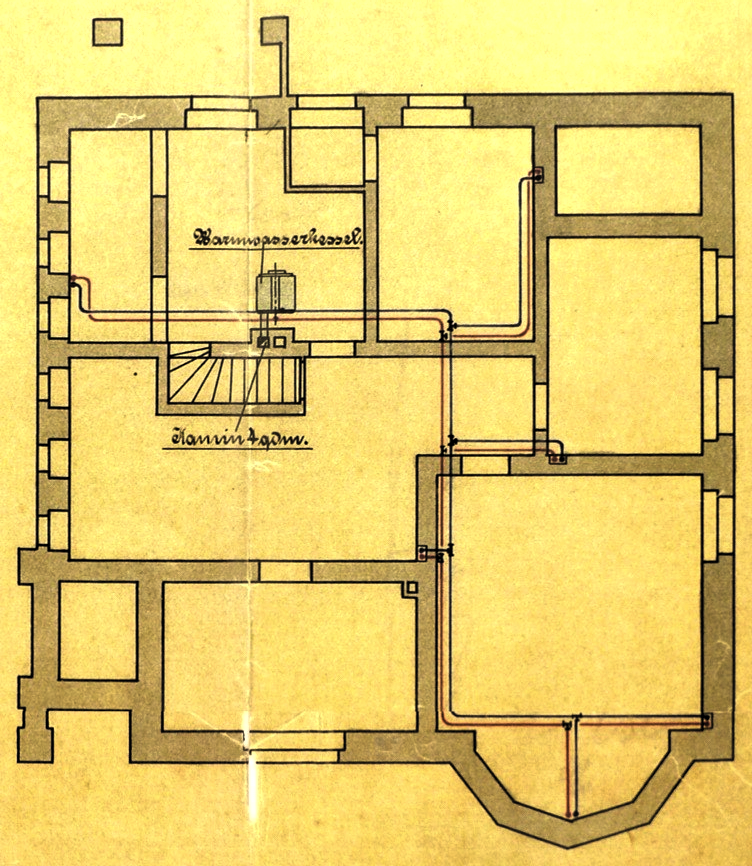
Kellergeschoss (Souterrain)
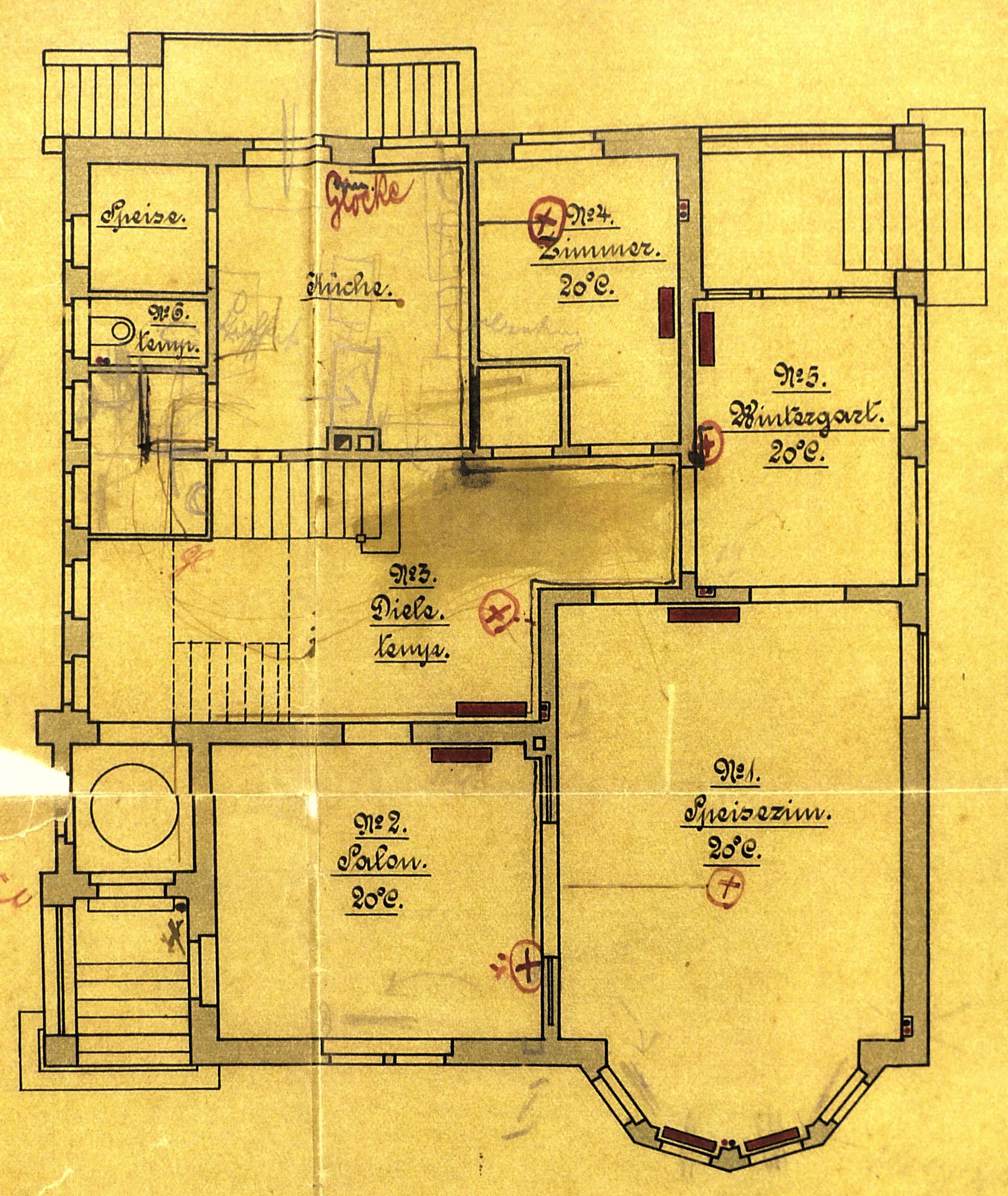
Erdgeschoss (Hochparterre)
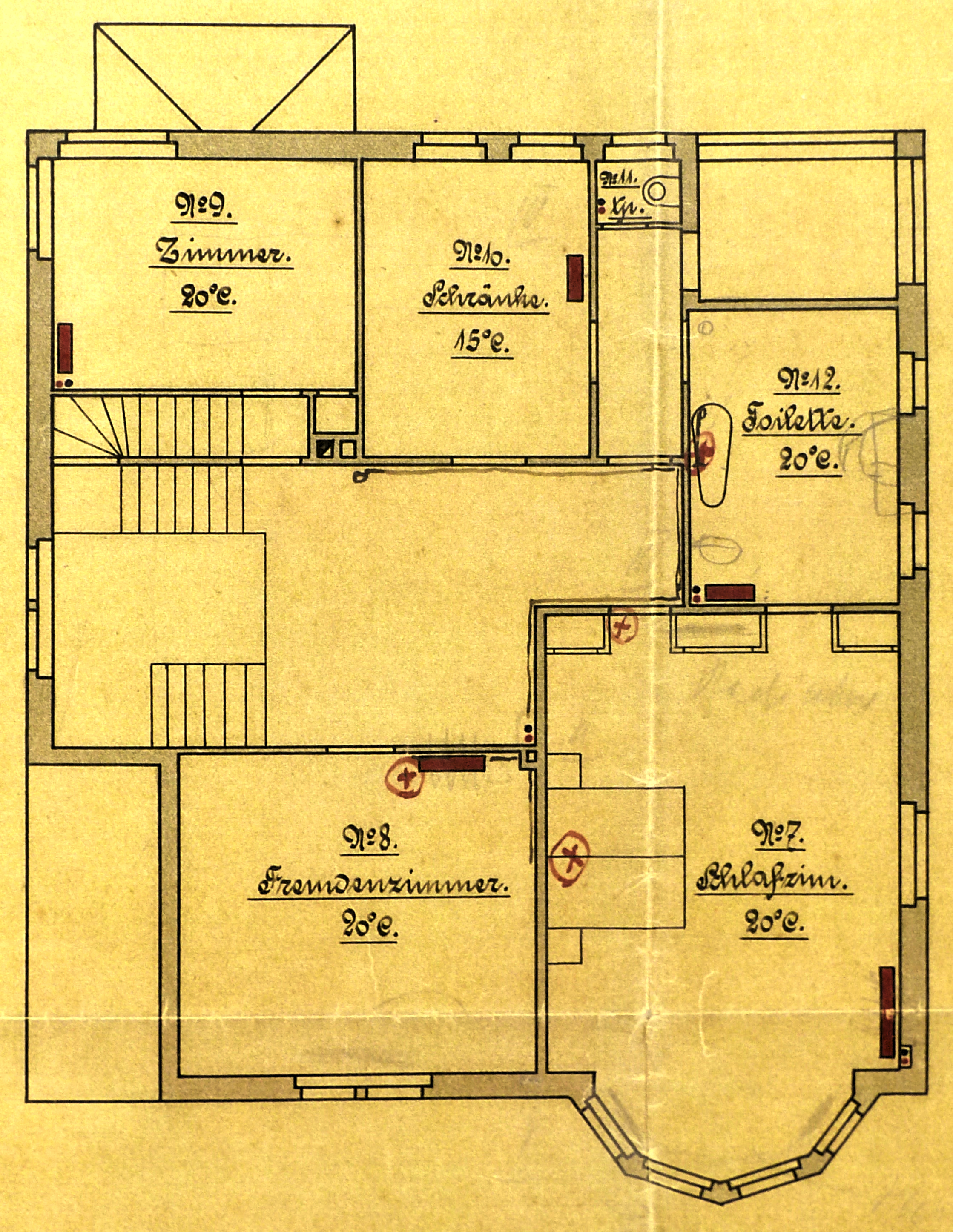
Obergeschoss (1. Etage)
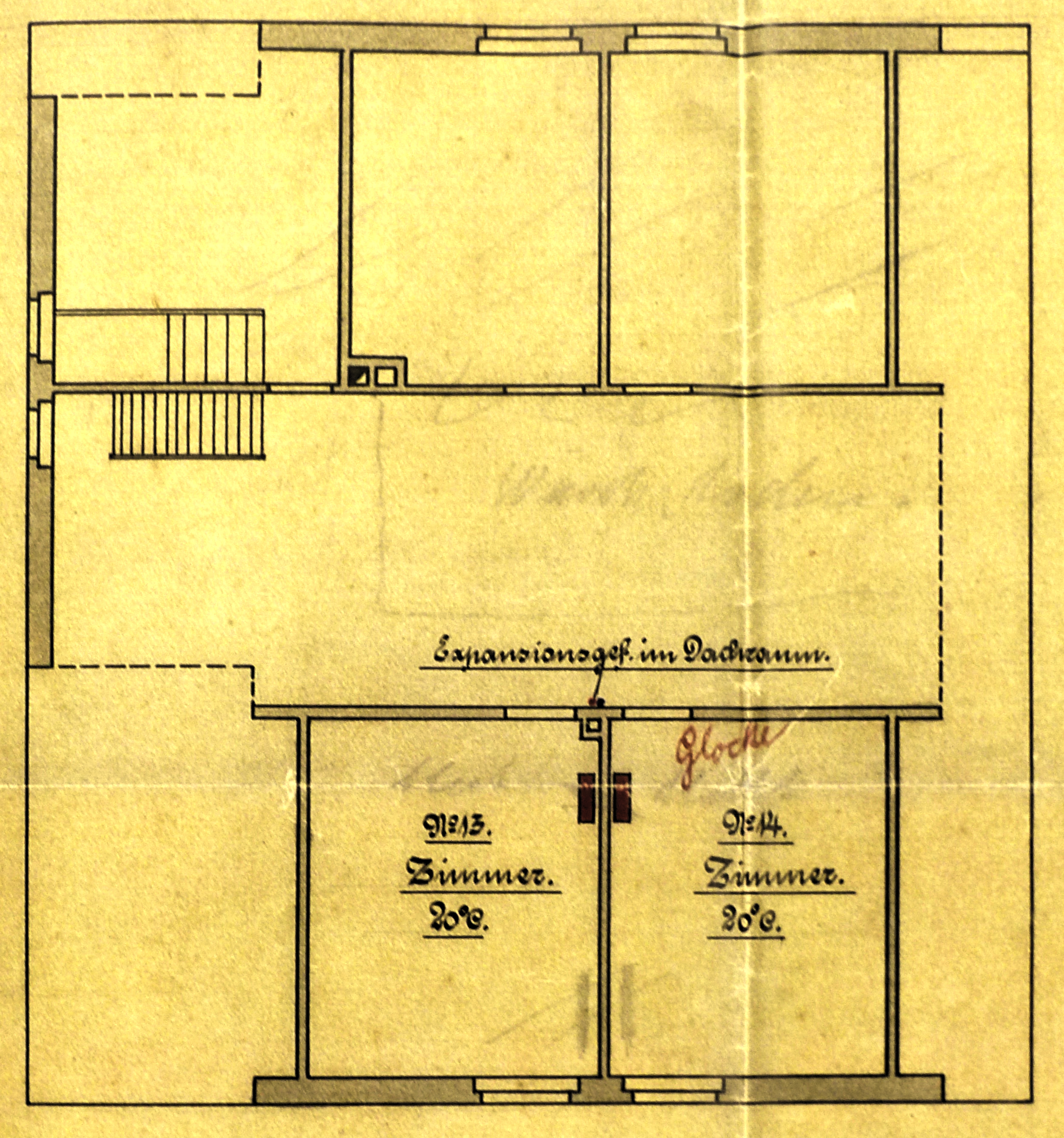
Dachgeschoss (2. Etage)

## Interieur
Sowohl Otto Bamberger als auch dessen Ehefrau Henriette interessierten sich für moderne Kunst, Literatur, Philosophie, Politik, Architektur und Innenarchitektur sowie Auslandsreisen.

### Eingangsbereich und Treppenhaus
Der Eingangsbereich und das Treppenhaus der Villa sind teils holzgetäfelt, der wuchtige Holzpfeiler des Treppengeländers im Erdgeschoss gedrechselt, der Treppensockel repräsentativ gerundet. Die Brüstungsgeländer der Treppenpodeste weisen geradlinige horizontale und vertikale Streben auf, die sich beim Treppengeländer in ansteigender bzw. absteigender Linie fortsetzen. Die Handläufe des Brüstungsgeländers und des Treppengeländers aus Hartholz sind unterschiedlich gestaltet, für letzteres grifffreundlich gerundet und zum Pfeiler hin gekehlt und abschließend gebogt, während das Brüstungsgeländer breiter und kantiger ausgeführt worden ist. Die hölzernen Treppenstufen wurden mittels eines mit Treppenläuferstangen aus Messing fixierten Teppichläufers schalldämmend ausgestattet.

### Glasmalerei
In der Zeit des späten Jugendstils (Art nouveau) wurden die farbig bemalten Bleiglasfenster der Villa Sonnenhaus durch die Coburger Kunstglaserei Bringmann und Schmidt ausgeführt. Zwei Fenster zeigen florale Ornamente, teils mit Früchten, teils mit Blüten. Ein Fenster zeigt eine auf einer Weltkugel stehende bartlose Hermes-Figur mit geflügeltem Helm, geflügelten Schuhen und Hermesstab (griechisch Kerykeion, lateinisch Caduceus). Zwei weitere Fenster bilden naturbezogene Motive mit Frauenfiguren ab, Flora und Fauna symbolisierend. Die eine hält einen kleinen Zweig mit Blättern und Knospen (oder Früchten) empor, den sie betrachtet. Auf dem ausgestreckten Zeigefinger der erhobenen Hand der anderen Frauenfigur sitzt ein kleiner Singvogel mit weit geöffnetem Schnabel, der vermutlich zwitschernd gemeint ist. Von Bringmann und Schmidt sind weitere Arbeiten in mehreren Kirchen der Region erhalten, beispielsweise in St. Bonifaz in Oberlauter. Weitere mehrfarbig bemalte Bleiglasfenster mit unregelmäßig gebogt ausgeführten Segmenten, die Menschen darstellen, befanden sich im Wintergarten neben der Außentür.

### Bauhaus-Mobiliar und -Accessoires
Otto Bamberger beauftragte den Bauhaus-Designer Erich Dieckmann im Jahr 1926, das Interieur des gesamten Sonnenhauses komplett neu zu gestalten und auszustatten. In der Folge wurde daher ein Raum der Villa im Erdgeschoss (Hochparterre) gegenüber den ursprünglichen Bauplan-Bezeichnungen teils umgewidmet. So erhielt der vorherige Salon zukünftig eine Kombinutzung als Bibliothek, Depotraum für Kunstwerke und Salon. Zu diesem Zweck wurde eine Rabitzwand eingezogen, die ein zum Hauseingang gerichtetes Fenster verschließen sollte, um die teilverglasten Bücherregalstollen davorsetzen zu können. Der Empfang und die Bewirtung von Hausgästen während literarischer Abende fand großteils in diesem Raum und dem durch eine nur in den oberen Segmenten verglaste Schiebetür angrenzenden Speisezimmer mit Erker-Sitzgruppe statt, in der wärmeren Jahreszeit natürlich auch im einst relativ weitläufigen Garten, der über den an das Speisezimmer angrenzenden Wintergarten zugänglich war.
Die Komplettausstattung der Villa mit Bauhaus-Mobiliar wurde ausweislich der dazu erhaltenen Korrespondenz im September 1927 mit der Bibliothek im Erdgeschoss begonnen und wohl zu Weihnachten des Jahres 1932 mit dem Tochterzimmer für die zu dieser Zeit 18-jährige Ruth Bamberger abgeschlossen. Mögliche weitere Arbeiten verhinderten die zeitbedingten Umstände nach der Machtabtretung an die Nationalsozialisten, die unter anderem zur Schließung des Bauhauses 1933, zur ideologisch bedingten Entlassung Dieckmanns und zum frühen Tod Otto Bambergers führten.
Der Dokumentation des Hauptstaatsarchives Weimar zufolge war Otto Bamberger wohl der erste und einzige Auftraggeber des Bauhauses, der die völlige Umgestaltung und Ausstattung eines ganzen Gebäudes in Auftrag gab. Er gilt daher als größter Förderer und Auftraggeber des Bauhauses.
Eine Reihe von Dieckmanns Entwürfen für Otto Bamberger finden sich im Februar 1929 in der Designzeitschrift Die Form, in mindestens einem Möbelkatalog der Staatlichen Bauhochschule Weimar, 1930 in Walter Müller-Wulckows Buch Die deutsche Wohnung der Gegenwart und in Dieckmanns 1931 erschienenem Buch Möbelbau in Holz, Rohr und Stahl, das antiquarisch oder als Reprint erhältlich ist.

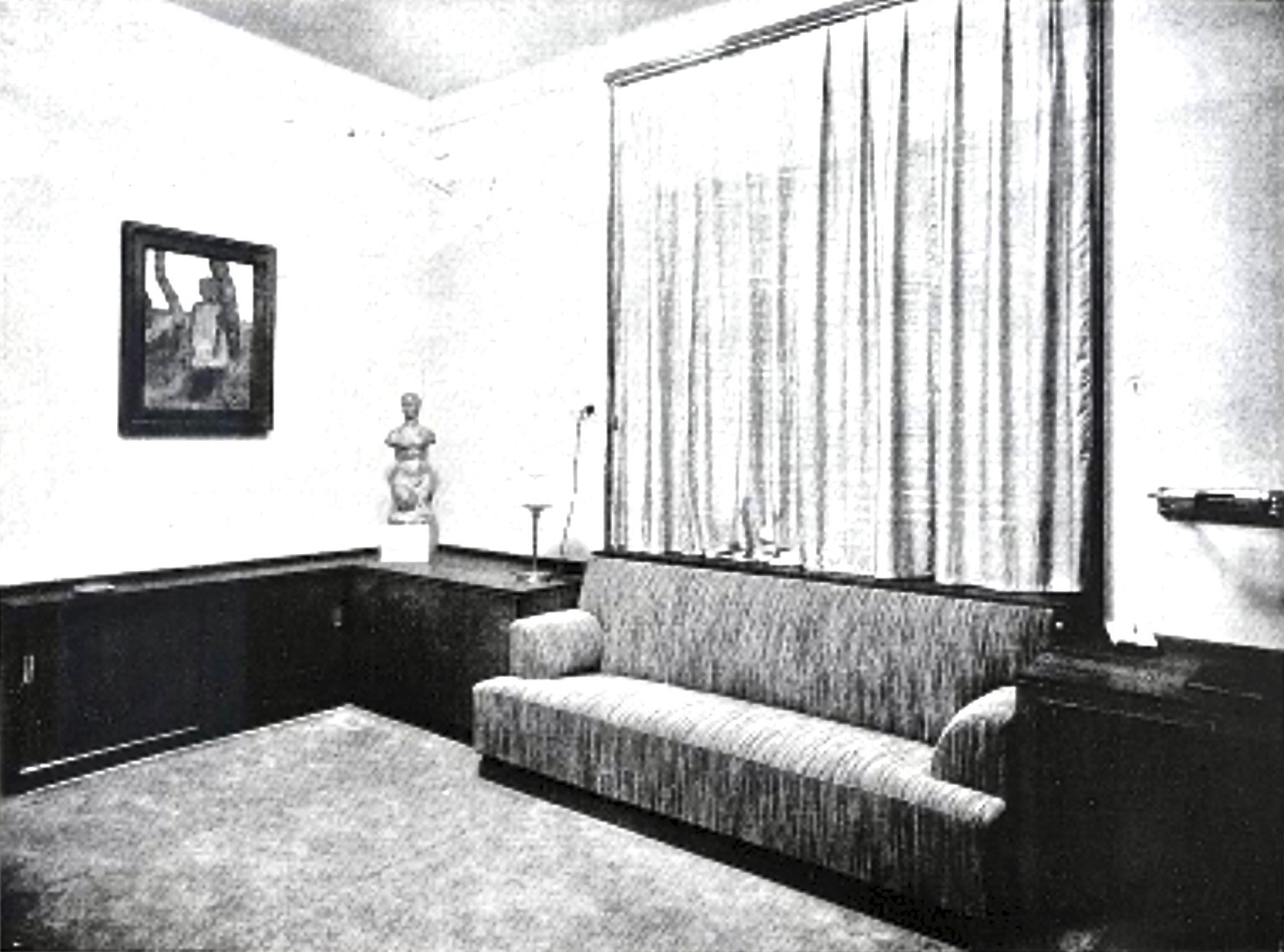
Teilansicht der von Erich Dieckmann gestalteten Salon-Bibliothek (hier noch ohne Tisch und Klubsessel), September 1927
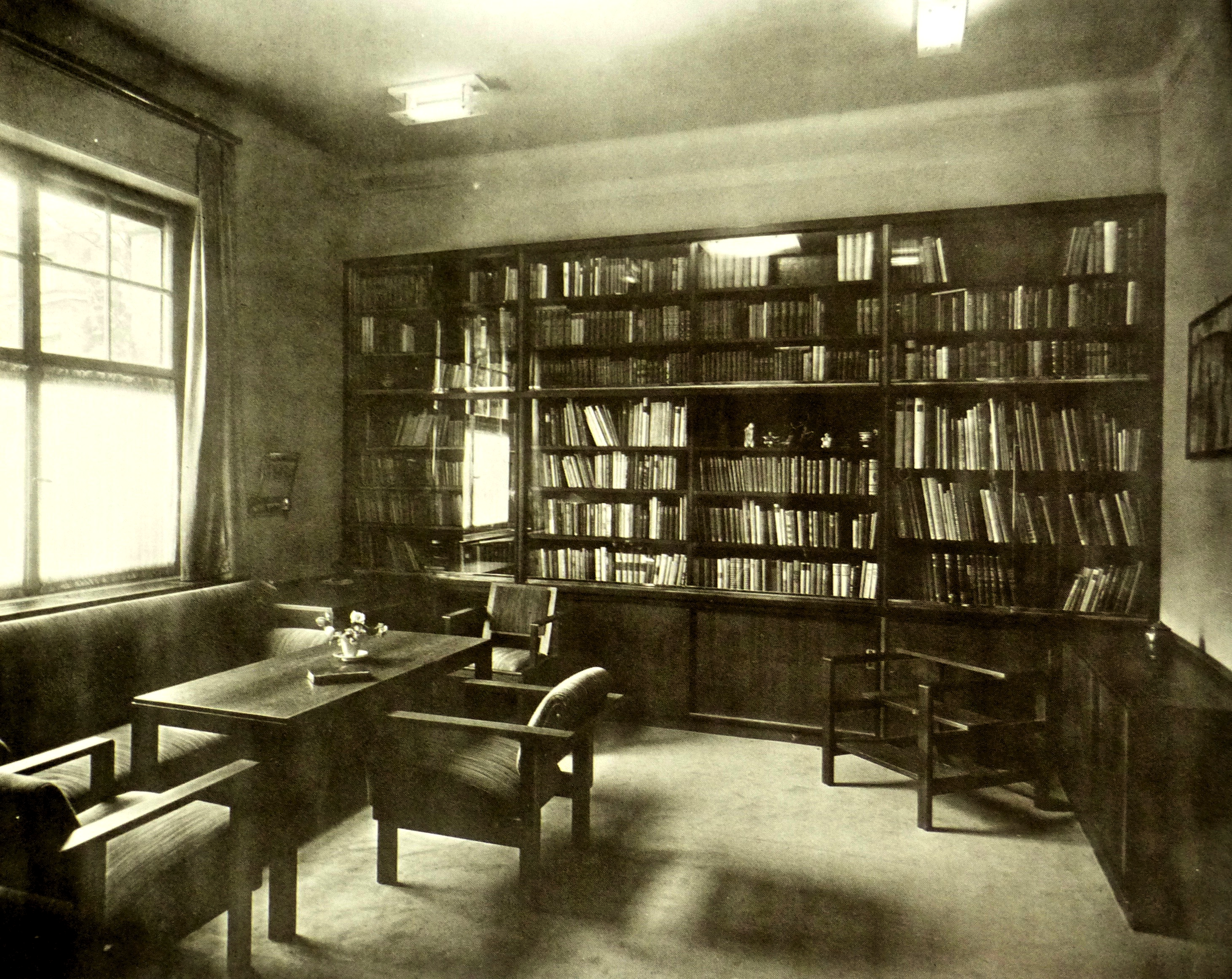
Teilansicht der von Bauhaus-Designer Erich Dieckmann entworfenen Salon-Bibliothek aus Mooreiche, September 1927
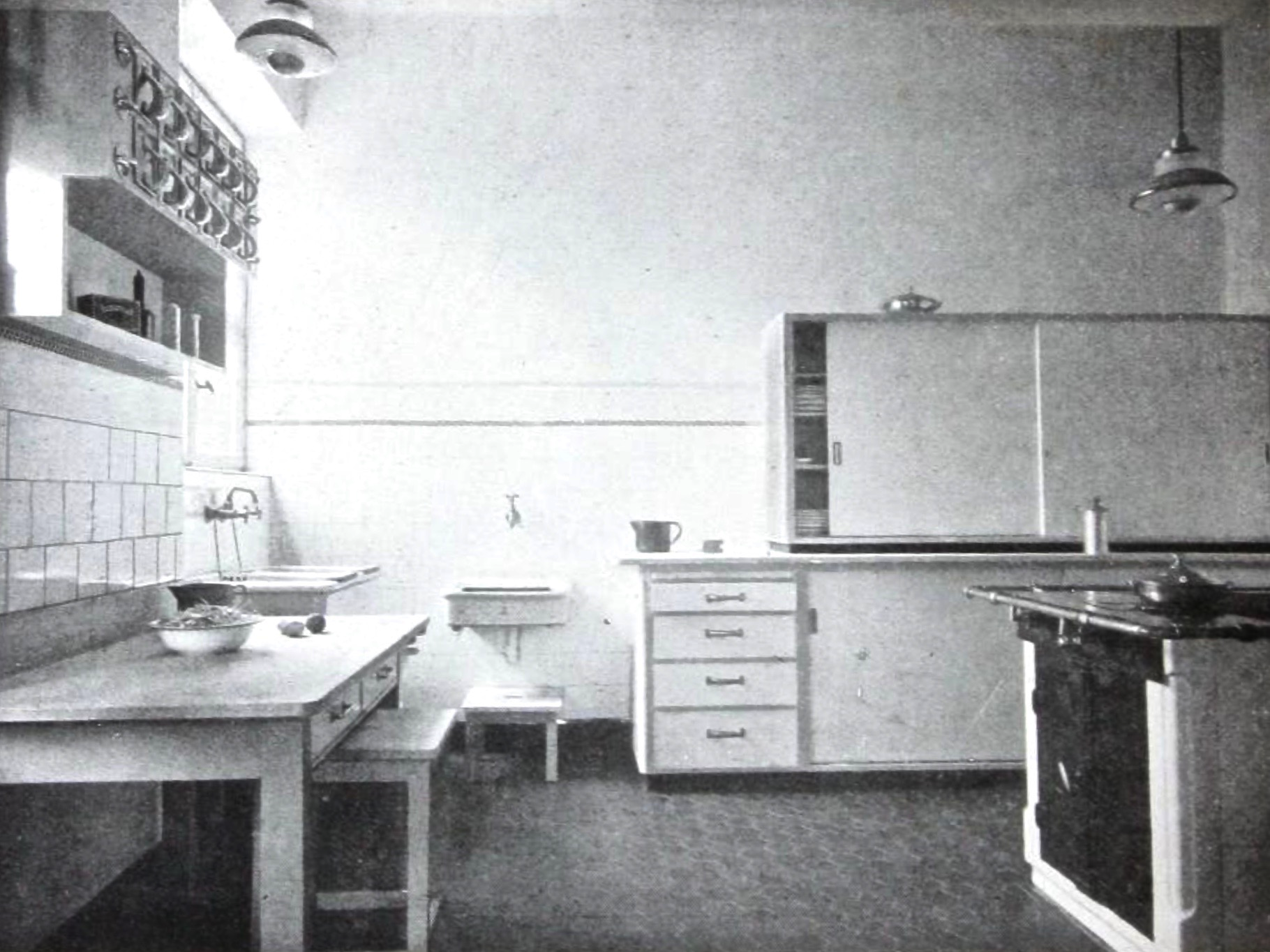
Küche, entworfen von Erich Dieckmann und Karl Keller (1903–1979), nicht im Bild: Anrichte hinter dem Fotografen, Mai 1928
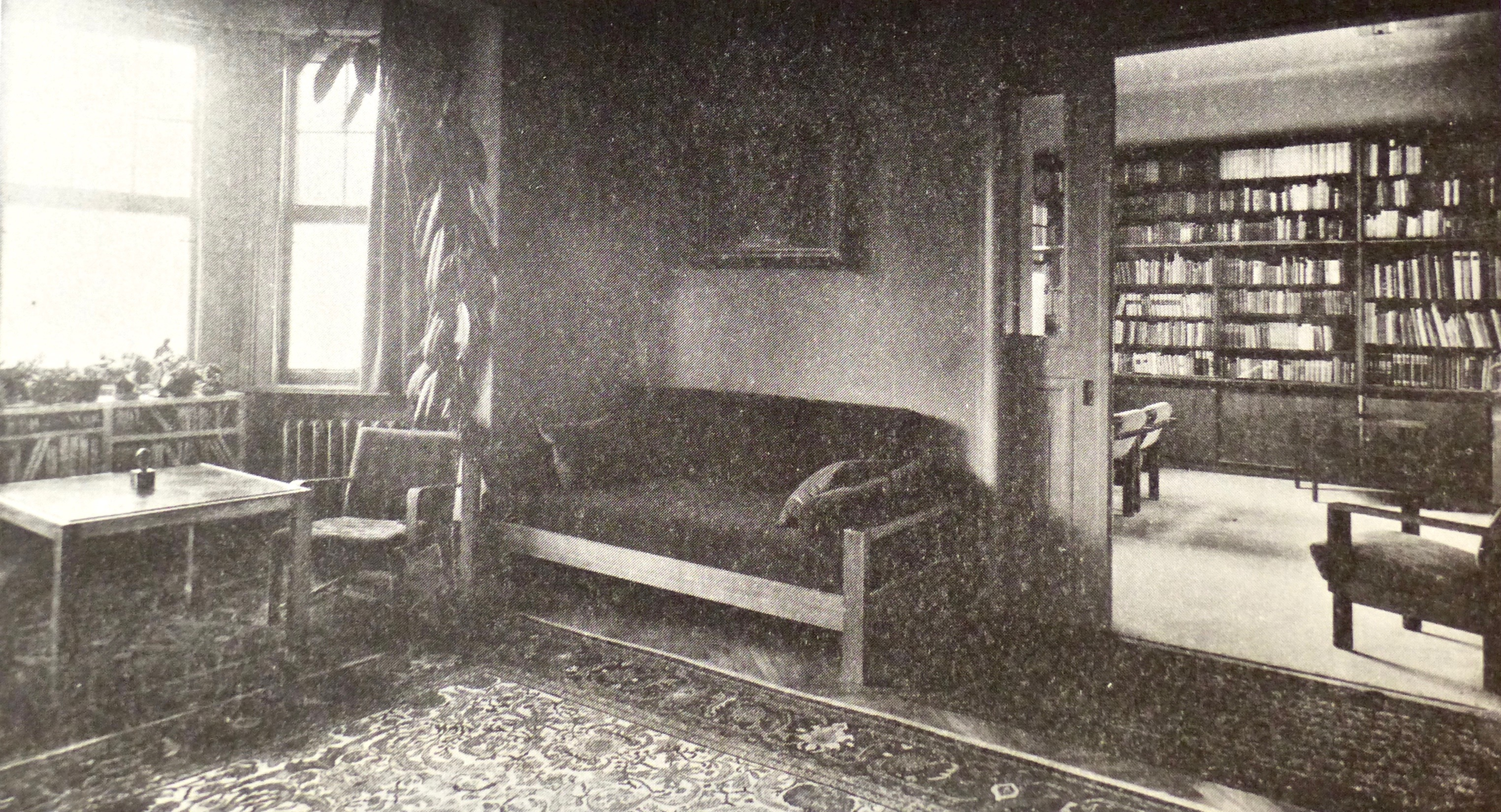
Teilansicht des Speisezimmers mit Erker-Sitzgruppe und der angrenzenden Salon-Bibliothek im Erdgeschoss, um 1930
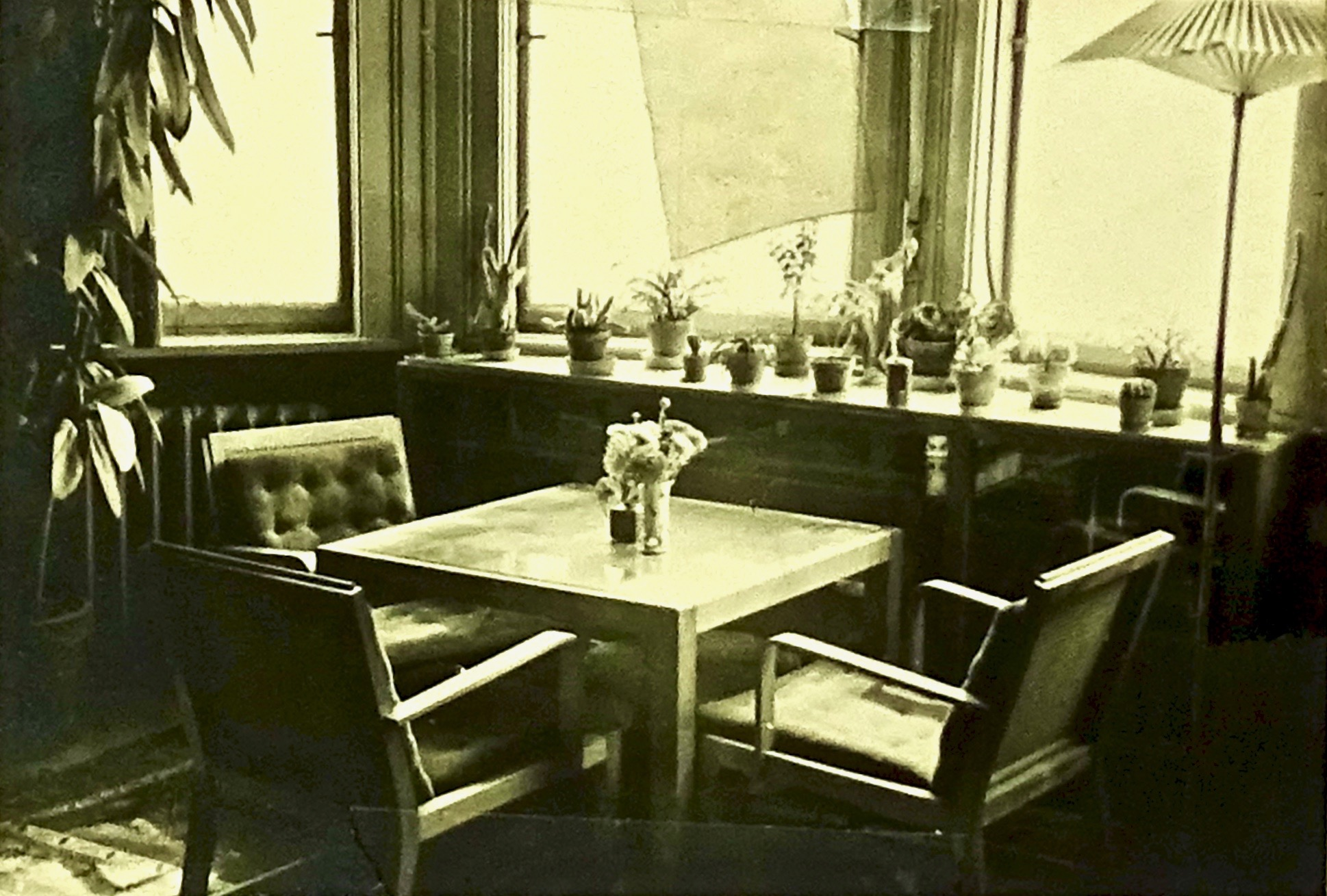
Teilansicht des Speisezimmer-Erkers im Erdgeschoss (vier Fenster), Bauhaus-Ausstattung, Stühle mit Flechtwerk, um 1930
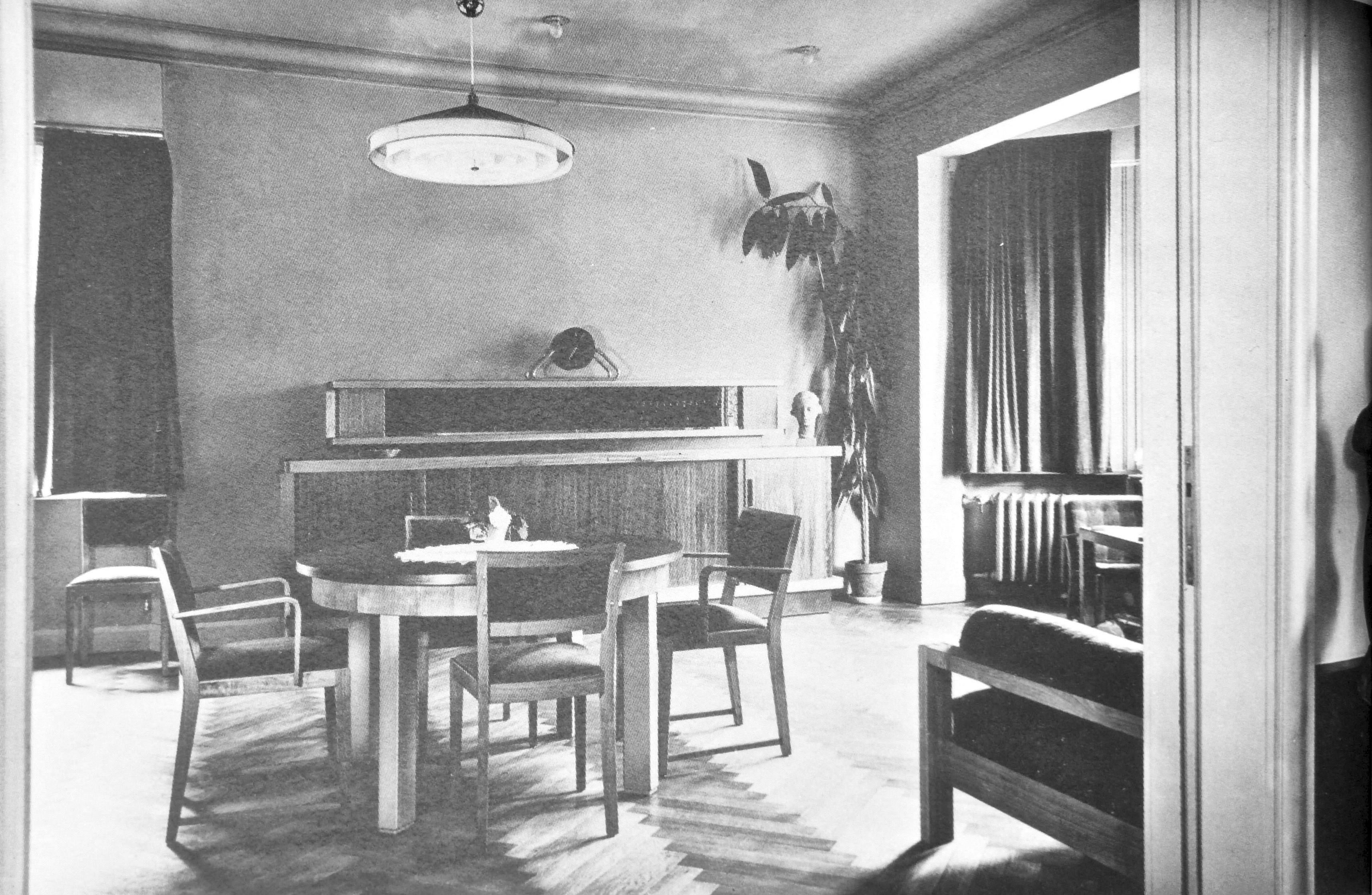
Teilansicht des von Erich Dieckmann gestalteten Speisezimmers mit Büffet, Büffetaufsatz und Büffetuhr im Erdgeschoss, 1931
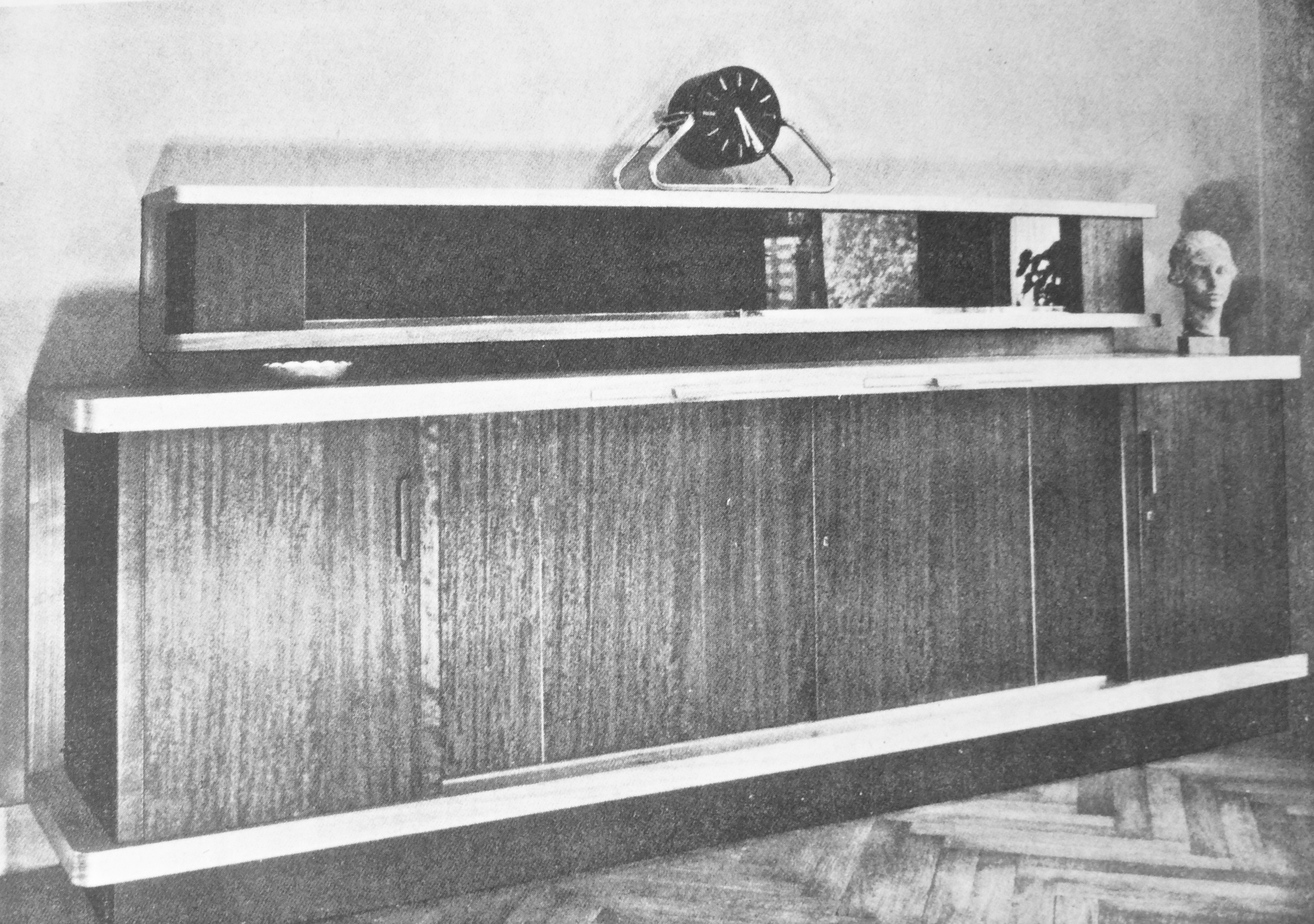
Büffet mit -aufsatz und Büffetuhr von Erich Dieckmann im Speisezimmer der Villa Sonnenhaus, 1931
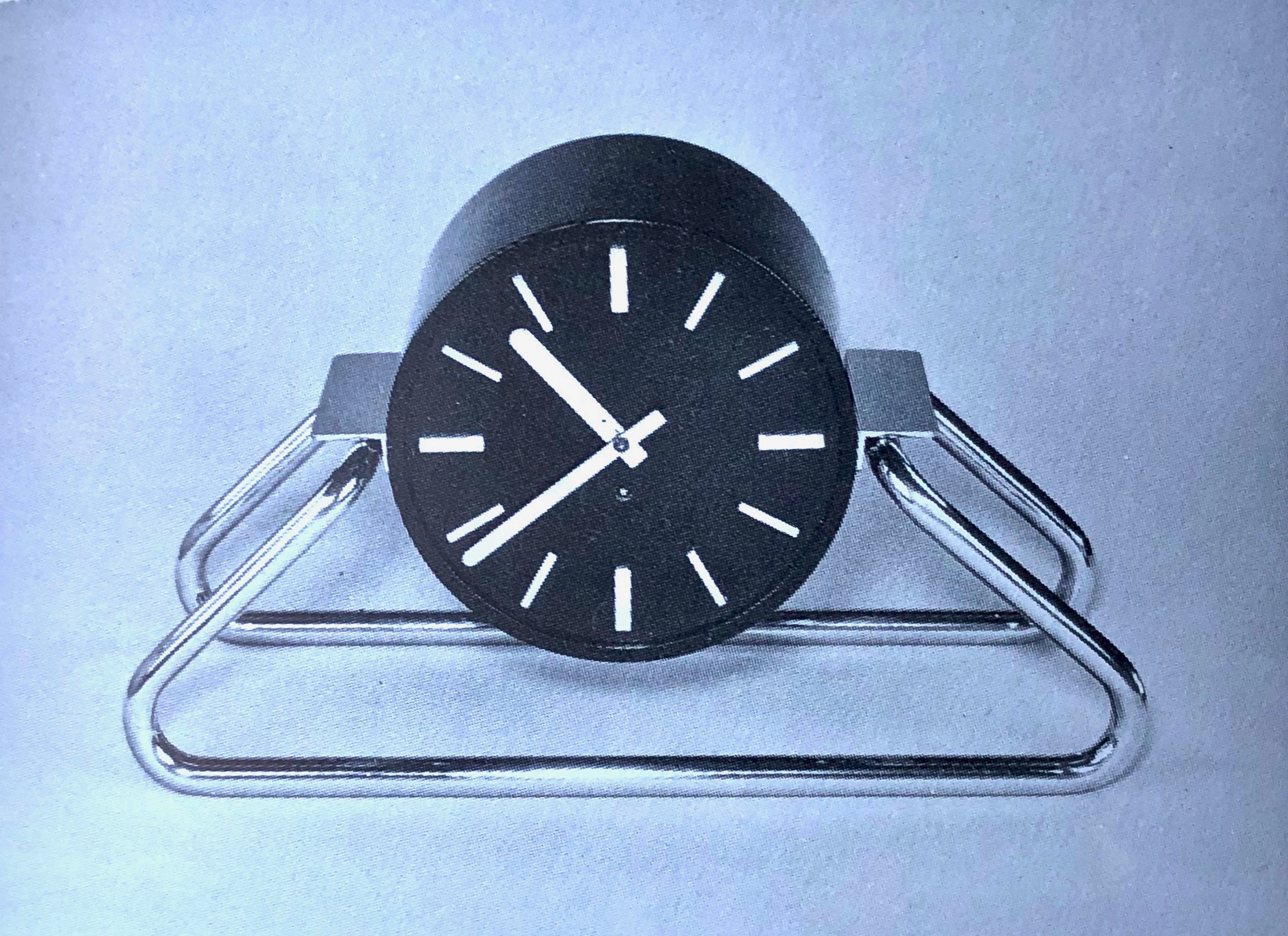
Von Erich Dieckmann kreierte Büffetuhr aus Stahlrohr für den Büffet-Aufsatz im Speisezimmer des Erdgeschosses, 1931
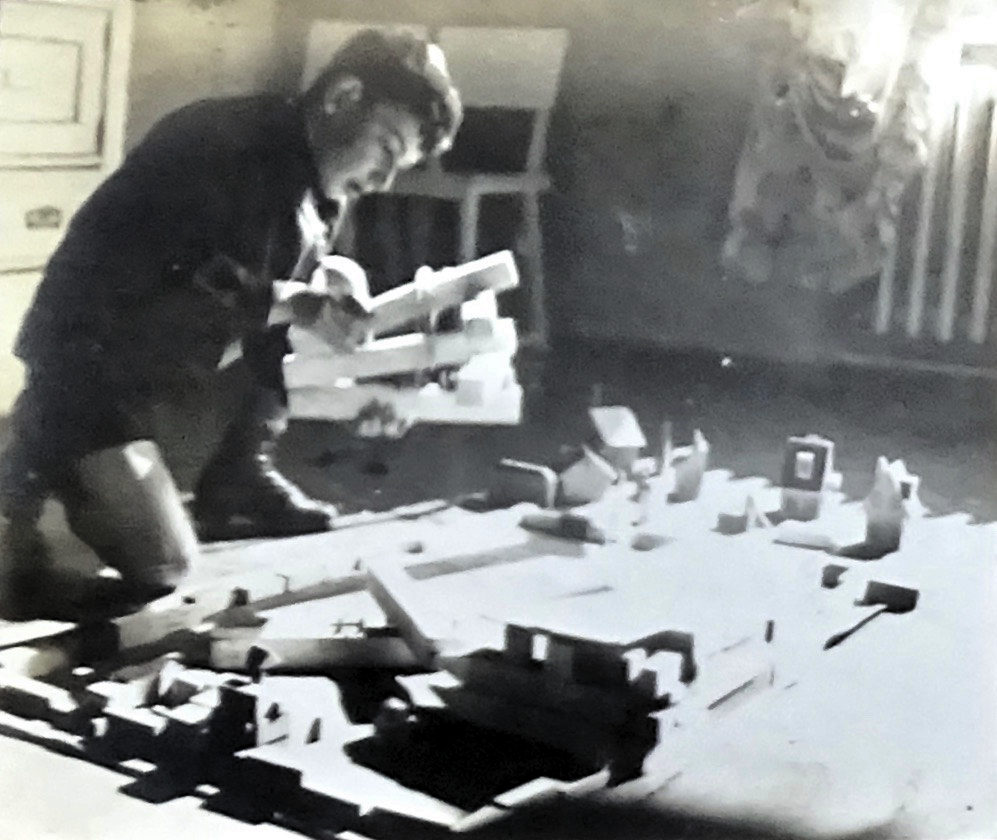
Klaus Bamberger (1920–2008) in seinem Dachgeschoss-Kinderzimmer der Villa, im Hintergrund Stühle von Erich Dieckmann, um 1931
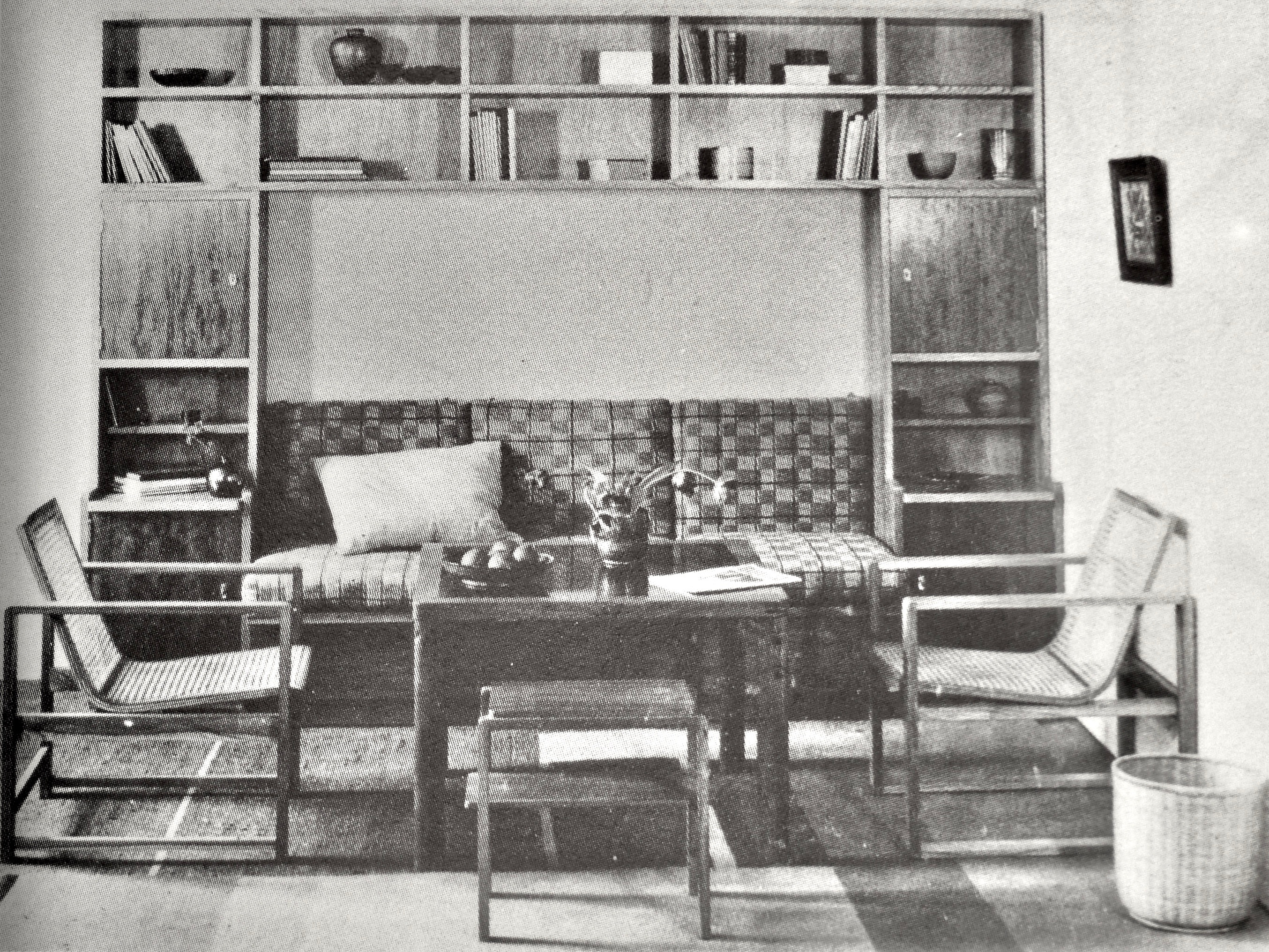
Tochterzimmer für Ruth Bamberger (1914–1983), entworfen von Erich Dieckmann, Stühle mit Flechtwerk, nicht im Bild: Schreibtisch aus Stahlrohr und Holz, 1932

Die bis heute erhaltenen wertvollen und qualitativ sehr hochwertigen Einbauschränke sind noch immer voll funktionsfähig und inklusive ihrer Einlegearbeiten (Intarsien) in sehr gutem Zustand. Der Fußboden ist selbst im Kellergeschoss (Souterrain) mit hochwertigem Parkett ausgestattet, das bis heute in einwandfreiem trockenen Zustand ist.
Bereits um 1925 erhielt das Sonnenhaus einen Telefonanschluss mit der örtlichen Rufnummer 139, zur damaligen Zeit in Privathaushalten noch rar.
Im Dachgeschoss befanden sich die beiden Kinderzimmer für Tochter Ruth (mit Blick zum Garten) und Sohn Klaus (mit Blick zur Straße), außerdem das so bezeichnete „Bauernzimmer“, das u. a. mit einem Doppelbett für Gäste im ländlichen fränkischen Stil des 19. Jahrhunderts ausgestattet war. Darüber hinaus gab es einen Raum, in dem Klaus um die Mitte der 1930er Jahre mit seinem Hannoveraner Cousin Gerhard (1920–2013) während der Sommerferien eine große elektrifizierte Eisenbahnanlage mit Märklin-Lokomotiven und -Waggons aufbaute und betrieb.

### Expressionistische Kunstsammlung
Otto Bamberger unterstützte überwiegend unbekannte und mittellose Künstler seiner Zeit, indem er von ihnen Werke erwarb, die damals noch keinen nennenswerten Marktwert hatten. Mit den gefälligsten dieser Werke dekorierte er die zahlreichen Räume des Sonnenhauses. Der weitaus größte Teil der Kunstwerke wurde ab September 1927 in seiner Bibliothek hinter zu diesem Zweck eigens gefertigten breiten Schiebetüren aufbewahrt, hinter denen sich Auszüge/Schübe für planliegende Kunstwerke befanden. Heute sind die Kunstwerke der Sammlung des Otto Bamberger sehr begehrt, die Künstler zumeist international bekannt.
Er war ein Sammler und Mäzen zeitgenössischer expressionistischer Kunst am Blauen Reiter beteiligter Künstler und erwarb während der 1910er und 1920er Jahre eine umfangreiche Sammlung hunderter Grafiken, Gemälde, Zeichnungen, Radierungen, Lithografien, Holzschnitte, Skulpturen und anderer Kunstgegenstände, beispielsweise von Ernst Barlach, Max Beckmann, Marc Chagall, Lovis Corinth, Otto Dix, Max Feldbauer, George Grosz, Otto Herbig, Wassily Kandinsky, Ernst Ludwig Kirchner, Paul Klee, Oskar Kokoschka, Käthe Kollwitz, Alfred Kubin, Wilhelm Lehmbruck, Max Liebermann, Franz Marc, Paula Modersohn-Becker, Emil Nolde, Pablo Picasso und Leo Putz. Von Max Obermayer (1866–1948) ließ er 1918 ein Ölgemälde anfertigen, das seine vierjährige Tochter Ruth porträtiert. Außerdem erwarb er Skulpturen von Maria Lerch, darunter auch christliche wie Maria mit dem Jesuskind.

## Exterieur

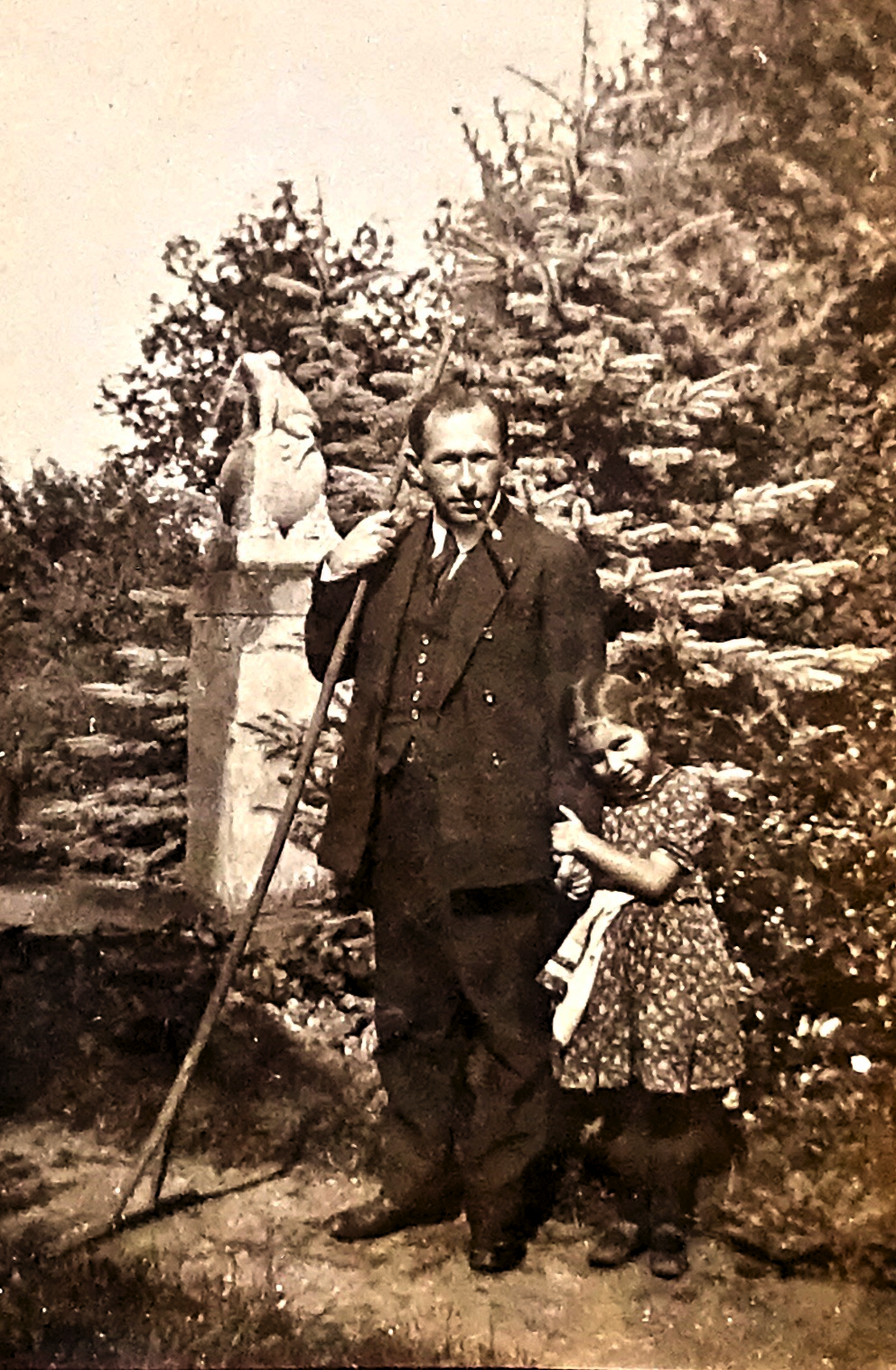
Otto Bamberger mit Tochter Ruth (1914–1983) im Garten seiner Villa Sonnenhaus vor einem Brunnen mit Froschkönig-Skulptur, um 1919

Der weitläufige Garten der Villa Bamberger, durch einen leuchtend weiß gestrichenen Lattenzaun aus Holz auf gemauertem Sockel begrenzt, verfügte über diverse Obstbäume. Halbrunde weiß lackierte Sitzbänke aus Holz mit Armlehnen boten Sitzgelegenheiten für größere Personengruppen.
Auf der östlichen Seite der Villa wurde ein Brunnen mit einer hohen Säule errichtet, auf welcher der Froschkönig auf einer Kugel thront. Aus dessen Maul sprudelt das Wasser in einem Bogen in ein darunter liegendes Becken.
Zu einem späteren Zeitpunkt, vermutlich in den 1920er Jahren, wurde eine Siemens-Gegensprechanlage inklusive Tür-Freisprecheinrichtung und Klingelknopf am Gartentor installiert. Diese sind mit Frontplatten aus Kupfer ausgeführt und erhalten. Die Anlagen der damaligen Zeit werden jedoch aus heutiger Sicht eher als Rufanlagen charakterisiert; sie verfügten noch nicht über die heutige Funktionalität.

## Zeitgenössische Nutzung
Primär diente die große Villa der zunächst dreiköpfigen und ab 1920 vierköpfigen Familie als Wohnsitz. Es gab Hausangestellte, eine Köchin und ein Dienstmädchen für die Hausreinigung. Bei Bedarf arbeiteten auch ein Gärtner und Angestellte des Familienunternehmens D. Bamberger zu. Regelmäßige überregionale Treffen der näheren und weiteren Verwandtschaft, durch die ein recht guter familiärer Zusammenhalt bestand, fanden ausschließlich in der Villa Sonnenhaus und deren großem Garten statt, Cousins und Cousinen der Kinder des Otto und der Henriette Bamberger, darunter Susanne Bamberger, verbrachten dort alljährlich einen Teil ihrer Schulferien.
Überliefert ist, dass in der Villa häufig Gäste beherbergt wurden, auch solche, die nicht zur Verwandtschaft zählten. Es sei sehr ungewöhnlich gewesen und der Familie aufgefallen, wenn sie ihre Villa mal eine Woche für sich allein gehabt habe.

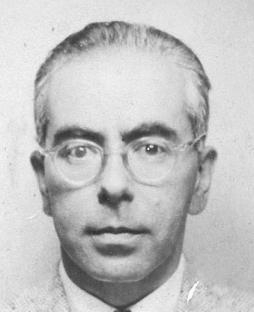
Der Kunsthistoriker Justus Bier
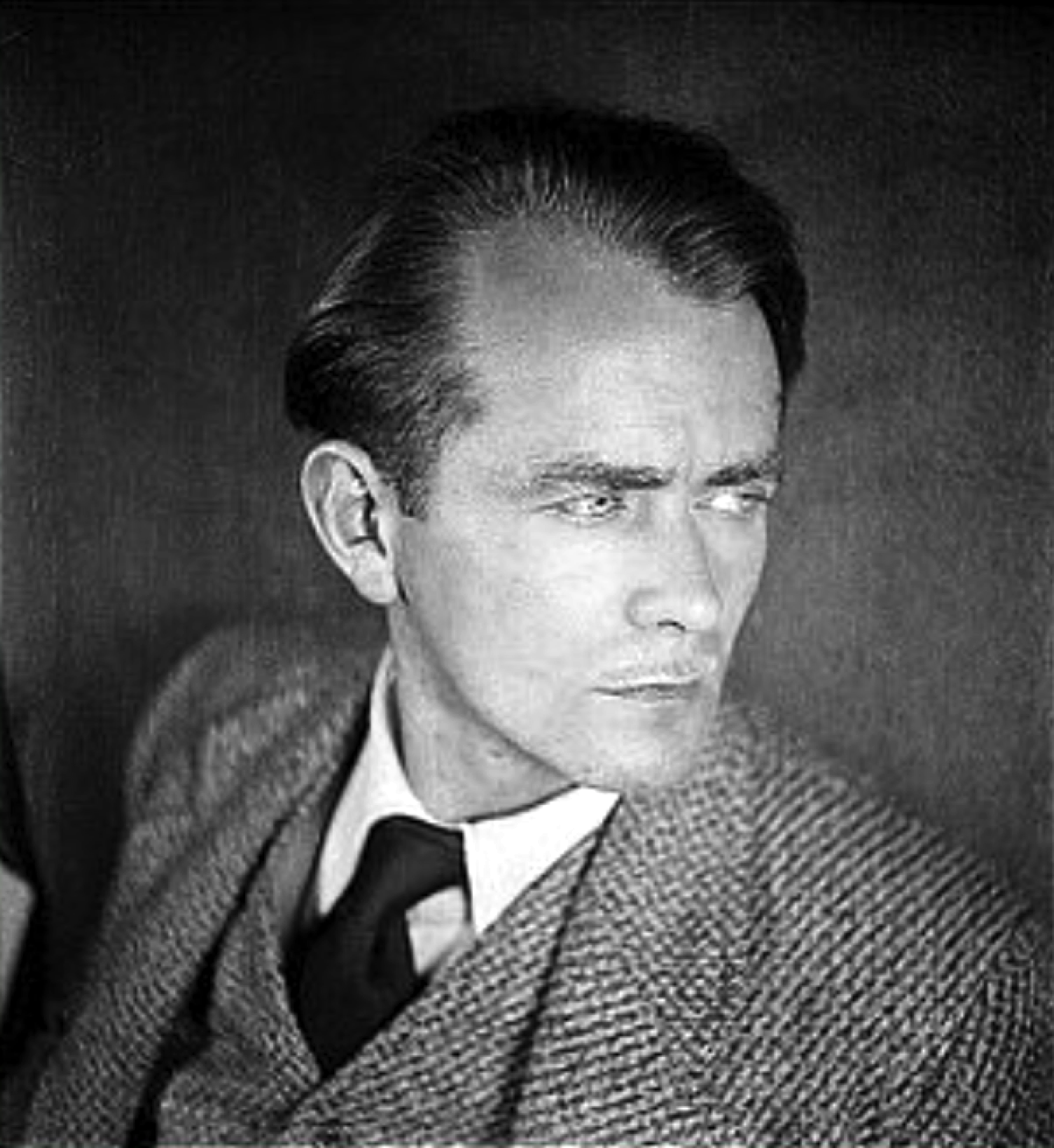
Der Tischler, Möbeldesigner und Bauhaus-Lehrer Erich Dieckmann
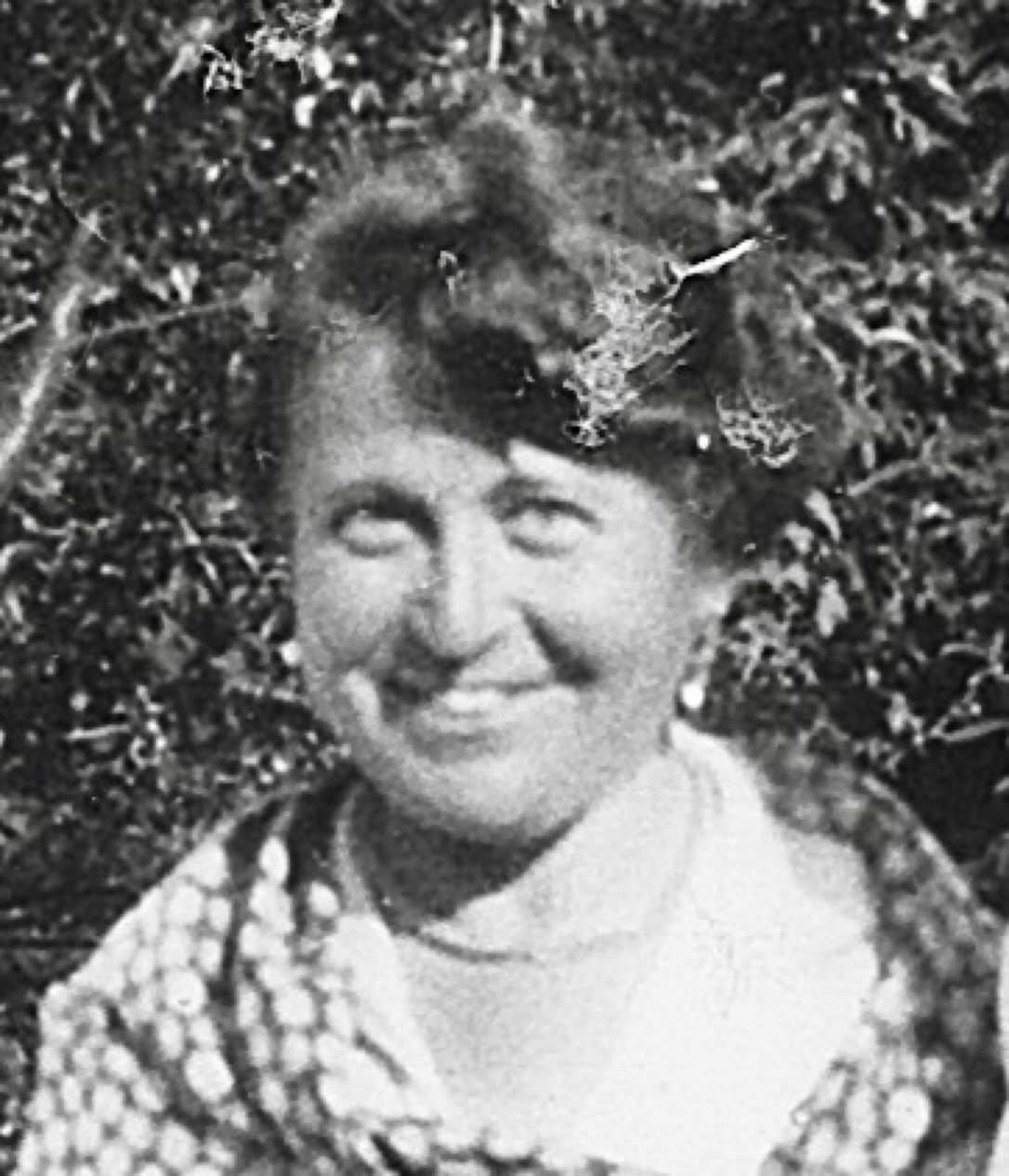
Die Kunstsammlerin Thekla Hess, geb. Pauson
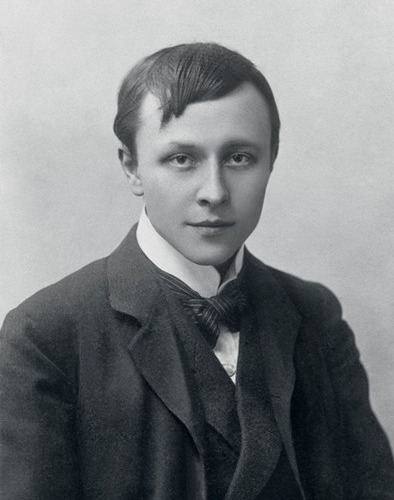
Der Grafiker, Illustrator und Schriftsteller Alfred Kubin
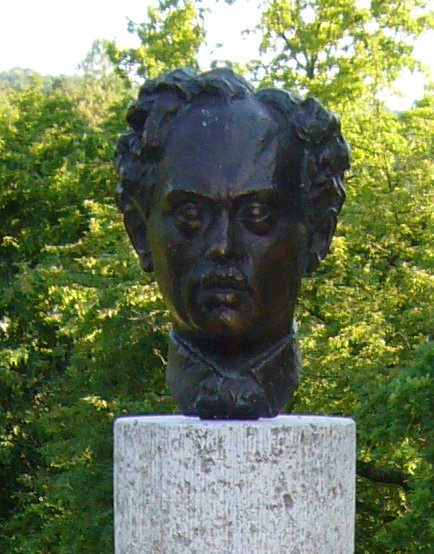
Der Grafiker und Kunstmaler Reinhold Nägele

In der Villa verkehrten anlässlich regelmäßig stattfindender literarischer Abende Schriftsteller und Grafiker wie Alfred Kubin und Kunstmaler wie Reinhold Nägele. Zu den häufigen Gästen im Sonnenhaus zählten auch die Bildhauerin Maria Lerch und die beiden Kunsthistoriker Justus und Senta Bier (1900–1978), geborene Dietzel, ab etwa Mitte der 1920er Jahre der Bauhaus-Designer Erich Dieckmann, sowie der in Seubelsdorf unterrichtende Kunstlehrer Andreas Dück (1891–1968), spätestens ab etwa 1932 Thekla Hess, geborene Pauson, die Ehefrau bzw. Witwe des Erfurter Industriellen, Kunstsammlers und -mäzens Alfred Hess sowie Tochter des Lichtenfelser Korbwarenfabrikanten Pankraz Pauson (1852–1910).

## Auswirkungen der NS-Zeit
1933 starb Otto Bamberger 48-jährig, kurze Zeit, nachdem er durch Angehörige der SA während eines geschäftlichen Aufenthalts in Frankfurt am Main als Jude und SPD-Mitglied in sogenannte „Schutzhaft“ genommen und verhört worden war.

### Einbruch während der „Reichskristallnacht“
Lichtenfelser „Braunhemden“ drangen in der sogenannten Reichskristallnacht vom 9. auf den 10. November 1938 in die Villa Bamberger in der Adolf-Hitler-Straße 21 (heute: Kronacher Straße 21) ein, zerstörten im Salon einen historischen niederländischen Kachelofen und warfen hunderte Bücher aus Otto Bambergers Bibliothek auf die Straße. Schlimmeres konnte die anwesende Haushälterin Kunigunda „Kuni“ Rübensaal (1890–1978) verhindern, welche die ihr persönlich bekannten SA-Angehörigen resolut vertrieb. Zu diesem Zeitpunkt waren Otto Bambergers Witwe Henriette „Jetta“ und ihr Sohn Klaus bereits in die Vereinigten Staaten emigriert, ihre Tochter Ruth folgte wenig später von Frankreich aus nach.
Zur damaligen Zeit wirkte es sich für Deutsche jüdischer Abstammung negativ aus, in einer Straße zu wohnen, deren Bezeichnung in „Adolf-Hitler-Straße“ umbenannt worden war. In einer dem „Führer“ zu Ehren gewidmeten Straße sollten keine Juden leben dürfen.

### Beschlagnahme
Am 10. November 1938 rückten mehrere Uniformierte des Lichtenfelser Bürgermeisteramts an, erfassten und klassifizierten die Kunstsammlung von Otto Bamberger als „entartet“ und beschlagnahmten sie.
Erwiesen ist, dass nicht alle der konfiszierten Kunstwerke tatsächlich als „entartet“ galten. Dies belegt z. B. ein erhaltener Schriftwechsel mit Otto Modersohn, dem Witwer der verstorbenen Paula Modersohn-Becker. Deren Werke wurden im Sonnenhaus widerrechtlich beschlagnahmt, durften aber während des Dritten Reiches in Kunsthallen und Museen weiterhin ausgestellt werden.
Die von Otto Bamberger zahlreich erworbenen Zeichnungen und Grafiken aus dem Werk des Alfred Kubin wurden in der Zeit des Nationalsozialismus zwar teils als „entartet“ klassifiziert, Kubin erhielt jedoch kein Ausstellungsverbot, so dass seine Werke öffentlich gezeigt werden durften.

### Keine Restitution der „Raubkunst“
Der größte und wertvollste Teil der Kunstsammlung des Otto Bamberger ist bis heute nicht zurückerstattet worden.
Ein kleiner, weitaus weniger wertvoller Teil der Sammlung, Bleistift- und Kohlezeichnungen, Holzschnitte und Lithografien, wurde nach Kriegsende durch US-amerikanische Ermittler, darunter ein Hannoveraner Neffe Otto Bambergers, Gerald (Gerhard) F. Bamberger (1920–2013), im Keller des Lichtenfelser Rathauses aufgefunden. Offenbar hatten sich Lichtenfelser NS-Funktionsträger und von diesen privilegierte ortsansässige Unternehmer aus der Sammlung bedient. Die Fundstücke wurden Henriette Bamberger in die USA gesandt, wo sie nach Monaten in fünf Kisten verpackt in einem desolaten Zustand eintrafen. Die restlichen Teile des familiären Besitzes, die bis zur Begleichung der festgesetzten „Reichsfluchtsteuer“ in einer Nürnberger Lagerhalle verwahrt worden waren, sollen hingegen bei Luftangriffen zerstört worden sein.

## Nachnutzung
Im Jahr 1939 wurde die zwischenzeitlich beschlagnahmte Villa Sonnenhaus nebst Garten „arisiert“, zwangsweise enteignet und weit unter Wert weitergereicht. Davon profitierte die Familie Conrad (1900–1959), Grete (1892–1986), Siegfried (1929–2013) und Helga Wagner (1932–1992), Mitinhaber der örtlichen Textilfabrik Striwa-Werke Striegel & Wagner, welche die Villa künftig bewohnte.
Eine Stahltür im Kellergeschoss wurde vermutlich während des Zweiten Weltkrieges eingebaut, um einen der Räume als Luftschutzraum zu nutzen. Die Pläne aus dem Jahr 1913 sahen keine derartige Raumnutzung vor, zumal das Kellergeschoss einem Souterrain entspricht, über Fenster verfügt und die tatsächlich erzielbare Schutzwirkung aus heutiger Sicht zweifelhaft erscheint.
Bei Kriegsende flüchtete die Familie Wagner vorübergehend in das Kloster Vierzehnheiligen, wegen der zwangsweisen Beschäftigung von rund 2000 jüdischen Ghetto-Insassen im Generalgouvernement und etwa 80 russischen Zwangsarbeitern im Striwa-Zweigwerk Baunach sowie der Tätigkeit ihres Unternehmens als langjähriger Hersteller von Uniformteilen für den rechtsnationalen Bund der Frontsoldaten Der Stahlhelm und von NS-Uniformteilen für das NSKK, die SA, die SS und die Luftwaffe der Wehrmacht, die bis auf die Luftwaffenmonturen in die Zeit der Weimarer Republik zurückreicht. Die Villa Sonnenhaus wurde in der unmittelbaren Nachkriegszeit ab 1945 durch den Generalstab der US-Armee requiriert und von diesem bewohnt. Nach deren Abzug wurde das Anwesen erneut durch die Familie Conrad, Grete und deren Kinder Siegfried und Helga Wagner genutzt. Diese verfügte offensichtlich auch über diverse Teile der NS-Raubkunst aus der Sammlung des Otto Bamberger in der Villa, belegt durch zwei Schreiben einer Familienangehörigen aus dem Jahr 1994, und stellte diese Kunstwerke bis Ende der 1980er Jahre dort aus, ohne dass dies Rechtsfolgen gehabt hätte. Stattdessen wurde eine Straße in Lichtenfels nach Conrad Wagner benannt, während seine Ehefrau Grete 1961 zur Ehrenbürgerin ernannt wurde, deren Grab bis heute Ziel von Führungen seitens des Stadtarchivs ist.
Direkt vor Verabschiedung des Restitutionsgesetzes (Wiedergutmachung) auf der Basis des Militärregierungsgesetzes Nr. 59 habe der zu dieser Zeit im Auftrag der Familie Wagner tätige Rechtsanwalt Thomas Dehler (später Ehrenbürger der Stadt Lichtenfels) der Witwe des Otto Bamberger, der in den USA in prekären Verhältnissen lebenden Henriette „Jetta“ Bamberger, eine Zahlung in Höhe von lediglich 5.000 US-Dollar für das Sonnenhaus angeboten. Ziel sei demzufolge gewesen, in den Besitz eines legalen Kaufvertrages zu kommen, um die bevorstehende reguläre Restitution zu verhindern. Da Dehler „Jetta“ Bamberger nicht auf die unmittelbar bevorstehende Restitution hinwies, über die er aufgrund seiner vielfältigen Funktionen im Parlamentarischen Rat, im Länderrat des US-amerikanischen Besatzungsgebietes und im Bayerischen Landtag definitiv informiert gewesen sei, habe er diese arglistig getäuscht. Kurz danach wurde Dehler erster Bundesminister der Justiz der neu gegründeten Bundesrepublik Deutschland.
Ab 1989 wurde das Sonnenhaus durch die Anwaltskanzlei Goller & Schmauser genutzt, welche die Villa im Frühjahr 2019 für einen mittleren sechsstelligen Betrag an die Stadt Lichtenfels verkaufte.
Inzwischen wird das unter Denkmalschutz stehende Gebäude behutsam restauriert, für den Bedarf eines Kinderhorts umgebaut und demzufolge barrierefrei ausgestattet. Zu diesem Zweck soll es an seiner Rückseite einen zusätzlichen Eingang bzw. Fluchtweg mit angebautem Aufzug erhalten. Alle Arbeiten müssen in Abstimmung mit dem Bayerischen Landesamt für Denkmalpflege erfolgen.

## Denkmalpflegerische Bewertung
Dem Bayerischen Landesamt für Denkmalpflege zufolge spiegele die Villa mit ihrer nahezu unverändert und vollständig erhaltenen wandfesten Ausstattung eine gehobene und auf Repräsentation ausgelegte Wohnhausarchitektur des industriellen Mittelstands wider. Vor dem Hintergrund des Bauherrn, der zu den führenden Unternehmern des Korbwarenhandels in Oberfranken zähle, komme dem Sonnenhaus neben seiner historischen zugleich eine besondere architektonisch-künstlerische Bedeutung zu, weil es sich um einen bauzeitlich nach wie vor authentisch ausgestatteten Villenbau des späten Jugendstils handle.

## Buchvorstellung
Im Jahr 2005 wurden die 1989 und 1993 in den USA veröffentlichten Erinnerungen des Sohnes Klaus Philipp (Vorname in den USA umbenannt zu „Claude P.“) an seine Familie, Kindheit und Jugend in Lichtenfels durch den Geschichtsverein Colloquium Historicum Wirsbergense (CHW) im Sonnenhaus der Familie Bamberger in teils gekürzter und teils ergänzter deutscher Fassung vorgestellt. [Dies sollte Quelle Nr. 12 sein--nicht 13.] Die 1996 erschienene Autobiographie Klaus Bambergers blieb dabei jedoch unberücksichtigt.

## Künstlerische Darstellung des Sonnenhauses

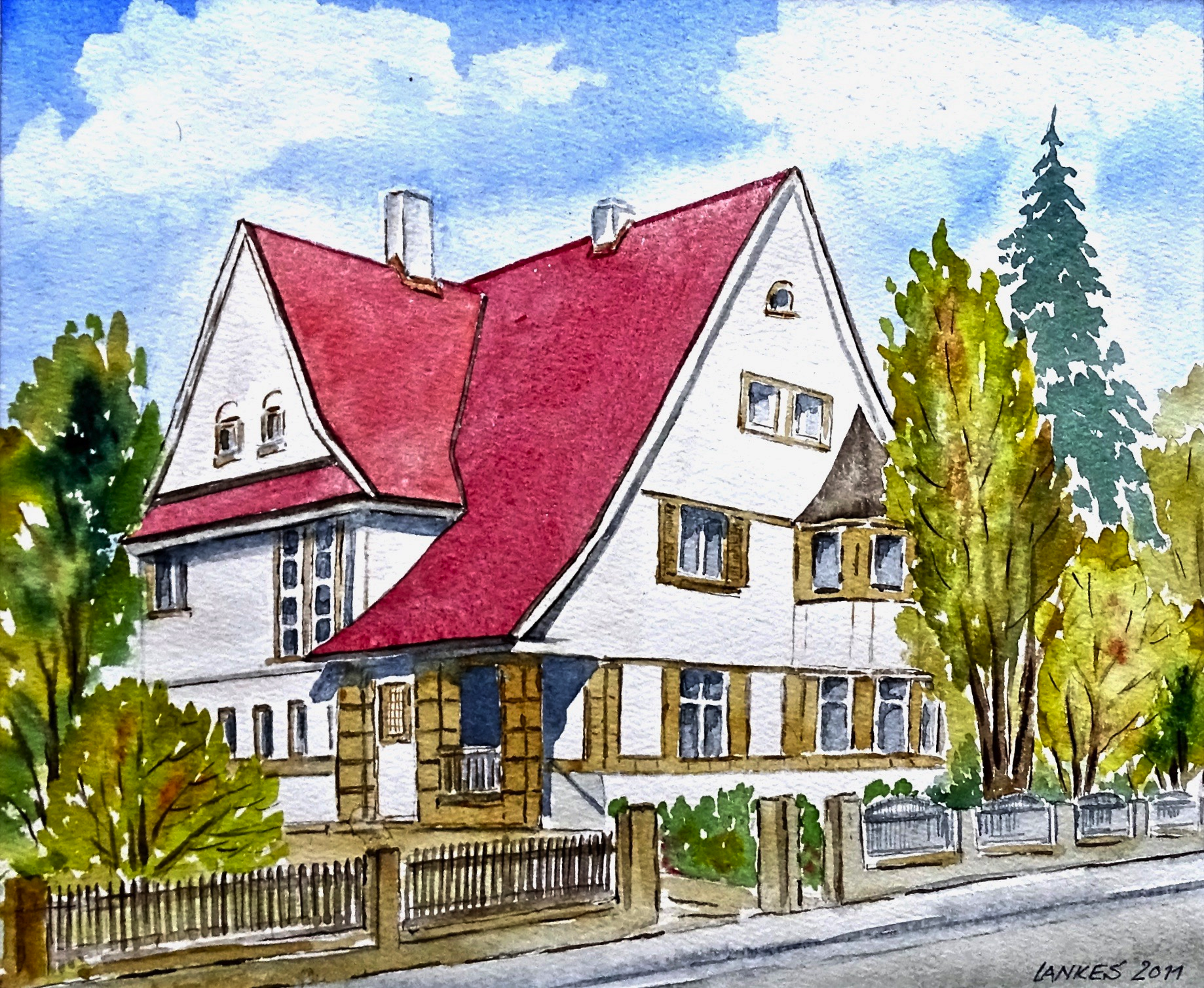
Willibert Lankes: Aquarell mit der Darstellung des Sonnenhauses

Von Willibert Lankes aus Marktgraitz wurde im Jahr 2011 ein Aquarell geschaffen, welches das Sonnenhaus seinem heutigen Erscheinungsbild entsprechend darstellt. Das Bild zeigt die Jugendstil-Villa aus südwestlicher Richtung mit Fokus auf den Bereich um den Hauseingang und die das Gebäude charakterisierende Dachausformung. Dadurch sind die Fenster des Treppenhauses und der Eingangshalle auf der westlichen Seite ebenso zu erkennen wie die Fenster des Salons, Arbeitszimmers und Esszimmers im Hochparterre der südlich gelegenen Hausseite, darüber das Elternschlafzimmer mit Erker. Im Zusammenwirken mit dem in Lichtenfels praktizierenden Rechtsanwalt Peter Schmauser übergab der Künstler dieses Werk den Nachkommen der Familie des Otto Bamberger als Schenkung. Das Werk wurde 2019 auf dem Deckblatt eines Flyers der Stadt Lichtenfels publiziert.

## Ausstellung
Vom 10. bis 24. November 2019 erinnerte die Stadt Lichtenfels im Sonnenhaus anlässlich des Jahrestages der „Reichskristallnacht“ mit einer Ausstellung an die Familie Bamberger. Bezirksheimatpfleger Günter Dippold von der Otto-Friedrich-Universität Bamberg trug aufgrund des unerwartet zahlreichen Besucherandrangs im Verlauf der initialen Vernissage zweimal vor; der Erste Bürgermeister der Stadt, Andreas Hügerich, eröffnete im Anschluss die zweiwöchige Ausstellung, in deren Verlauf die Räumlichkeiten besichtigt werden konnten.